# Gran Vía
La Gran Vía es una de las principales calles de la ciudad española de Madrid. Comienza en la calle de Alcalá y termina en la plaza de España. Es un importante hito en la ciudad desde su construcción a principios de siglo XX visto desde el punto de vista comercial, turístico y de ocio. En este último aspecto es famosa por sus cines, si bien en los últimos años algunos de ellos han cerrado y otros se han reconvertido al teatro musical, por lo que el tramo comprendido entre la plaza del Callao y la de España se conoce como el «Broadway madrileño». El tramo comprendido entre la red de San Luis y la plaza del Callao alberga en la actualidad numerosas tiendas de cadenas internacionales de moda.
En la actualidad el tráfico rodado está permitido, aunque en diciembre de 2016 y 2017 llevó a cabo temporalmente la peatonalización de varios de los carriles de tráfico. A finales de marzo de 2018, el Ayuntamiento de Madrid comenzó la peatonalización de un carril de cada sentido en un plan de ampliación de aceras y remodelación de algunas plazas de los alrededores de la calle, así como la creación de una zona de prioridad residencial.

## Historia y construcción

### Antecedentes
Ya desde mediados del siglo XIX se venía pensando en la apertura de una vía que comunicara el noroeste y el centro de la ciudad y facilitara el tránsito por el entramado de callejuelas que conformaban el centro histórico de la ciudad, abriéndolas así hacia el ensanche proyectado por Carlos María de Castro. En 1862, tras la reforma de la Puerta del Sol realizada cinco años antes y la posterior prolongación de la calle Preciados hasta la zona de la actual plaza del Callao, la Junta Consultiva de Policía y Ornato del Ayuntamiento elaboró un primer proyecto consistente en la prolongación de la citada calle hasta la plaza de San Marcial, donde actualmente se encuentra la plaza de España, para lo que, entre 1862 y 1868 se crea la plaza del Callao. El plan, para el que se expropiaron más de treinta solares y que contemplaba la creación de una vía de 13 m de ancho, no llegó a realizarse.
El 3 de marzo de 1886 se aprobó el Proyecto de prolongación de la calle Preciados, describiendo una gran avenida transversal este-oeste entre la calle de Alcalá y la plaza de San Marcial, obra del arquitecto Carlos Velasco, que ofrecía tres alternativas para unir la calle de Alcalá, desde la iglesia de San José, con la actual plaza de España. El proyecto presentaba una avenida de 25 o 30 m de ancho con glorietas en los cruces con las calles más importantes. Este proyecto fue el origen de la zarzuela La Gran Vía, con música de Federico Chueca y libreto de Felipe Pérez y González. La obra, estrenada el 2 de julio de ese mismo año y que cosechó un gran éxito, recoge el sentir popular sobre la transformación que suponía la construcción de la nueva vía. El proyecto tampoco se llevó a cabo por la oposición los vecinos, la falta de presupuesto y la muerte de Velasco en 1888. Como dato curioso, aunque ya presente en otras calles similares de ciudades europeas, se puede señalar que Velasco propuso pavimentar la calzada con madera.

### El proyecto definitivo

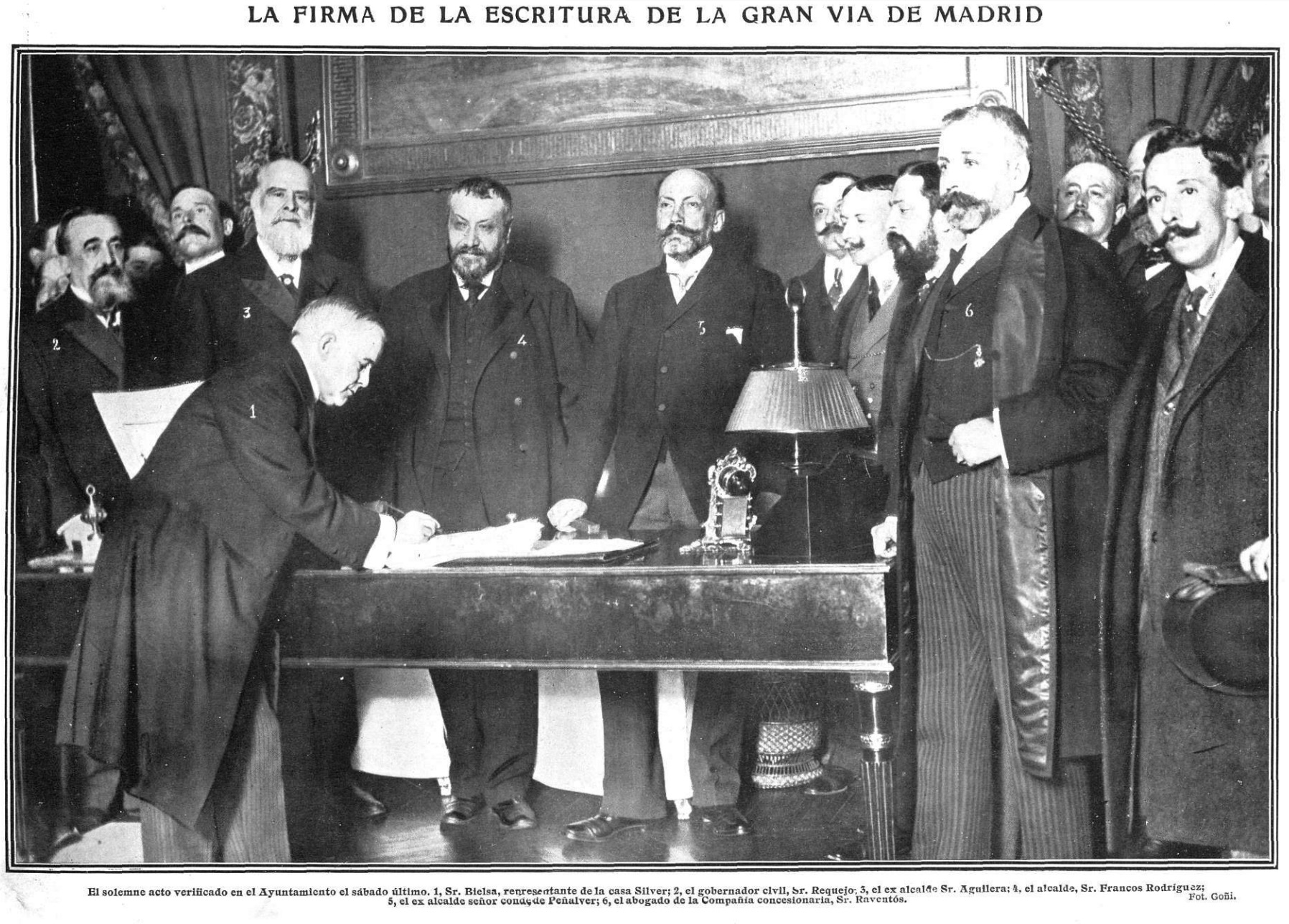
La firma de la escritura de la Gran Vía de Madrid en febrero de 1910, por Goñi: aparecen, entre otros, los exalcaldes Alberto Aguilera y Nicolás de Peñalver y Zamora, el alcalde José Francos Rodríguez y el gobernador civil Federico Requejo.

En 1897 los arquitectos municipales José López Sallaberry (autor también del proyecto y construcción del Edificio Blanco y Negro en la calle de Serrano, 61) y Francisco Andrés Octavio Palacios (autor del proyecto y construcción del Asilo de la Paloma, actualmente Instituto Virgen de la Paloma, en la Dehesa de la Villa) fueron encargados de hacer un nuevo proyecto y en 1899 presentaron su Proyecto de reforma de prolongación de la calle de Preciados y enlace de la plaza del Callao con la calle de Alcalá. Los herederos de Velasco les acusaron de copiar el proyecto de este, pero la acusación fue desestimada, aprobándose el nuevo plan el 2 de julio de 1901. En él se proponía la realización de la obra dividiéndola en tres tramos: Avenida A (534 m), desde la plaza de san Marcial (actual calle de los Reyes) hasta la del Callao; el Bulevar (409 m), desde Callao hasta la Red de San Luis y Avenida B (417 m), desde la Red de San Luis hasta la calle de Alcalá. La longitud total sería de 1316 m y el ancho de 25 m, salvo el bulevar que tendría 35 m.

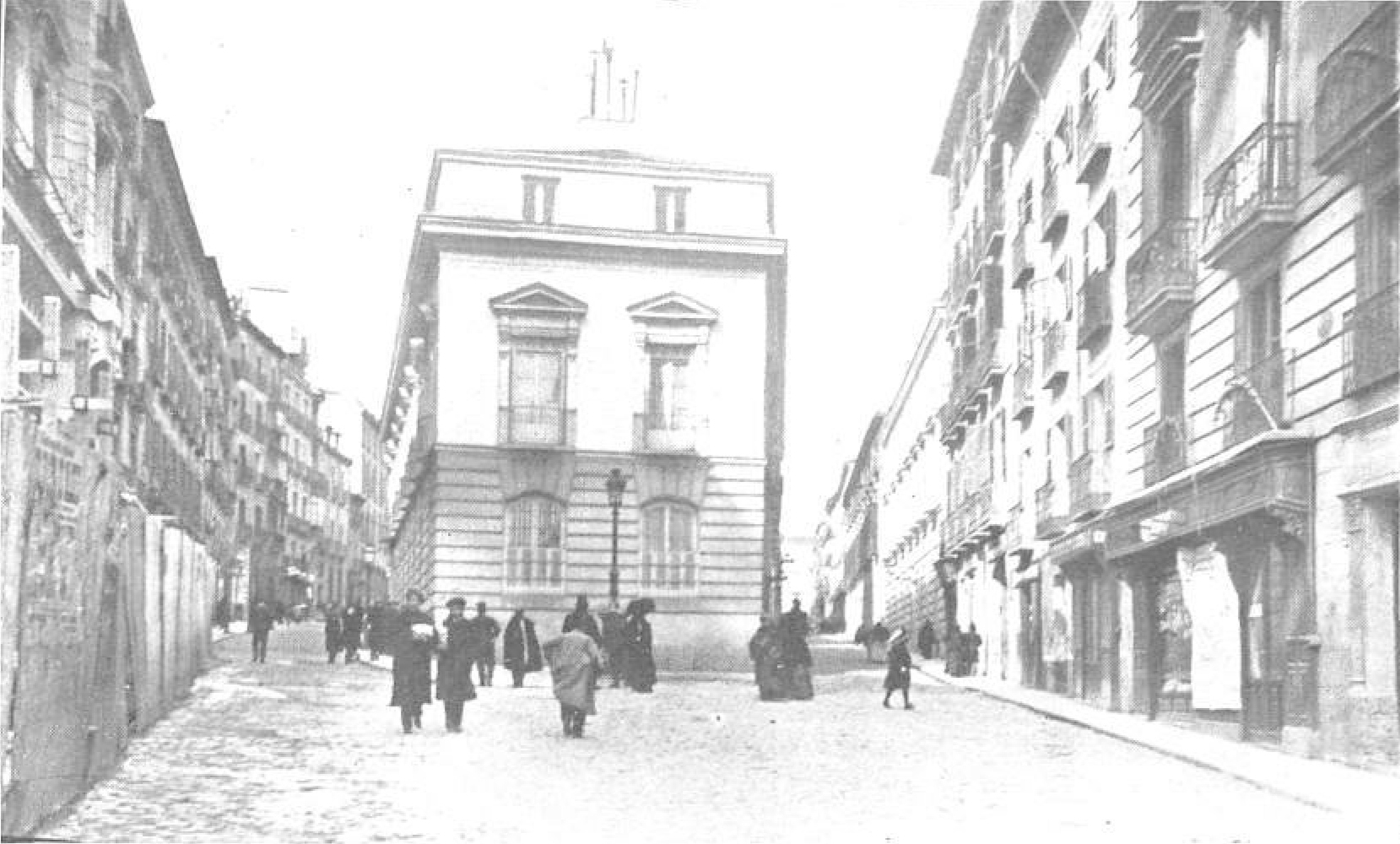
Palacio de la Duquesa de Sevillano, demolido para la construcción de la Gran Vía. Se ubicaba al comienzo de la actual calle, en torno a la altura del edificio Grassy.

Comenzaba así la que se convertiría en una de las mayores intervenciones urbanísticas del Madrid de la época. Con ella se lograría, según constaba en el proyecto, la comunicación directa entre los barrios de Argüelles y Salamanca; la descongestión de la Puerta del Sol; la desaparición de todo un cúmulo de calles estrechas y antihigiénicas y un más cómodo enlace entre las estaciones del Mediodía y del Norte. Aunque el proyecto de obras fue aprobado el 21 de agosto de 1904, los trabajos no comenzaron de inmediato debido a la oposición de los vecinos y comerciantes de la zona y a las dificultades financieras, ya que se demolieron más de 310 casas y tuvieron que expropiarse 30 solares. En tres subastas sucesivas de obras, en 1905, 1906 y 1908, no hubo ningún postor, hasta que en 1909 se adjudicaron al banquero francés Martín Albert Silver por 29 millones de pesetas, firmándose la escritura el 19 de febrero de 1910 por el alcalde de la ciudad, José Francos Rodríguez.

### Comienzo de las obras

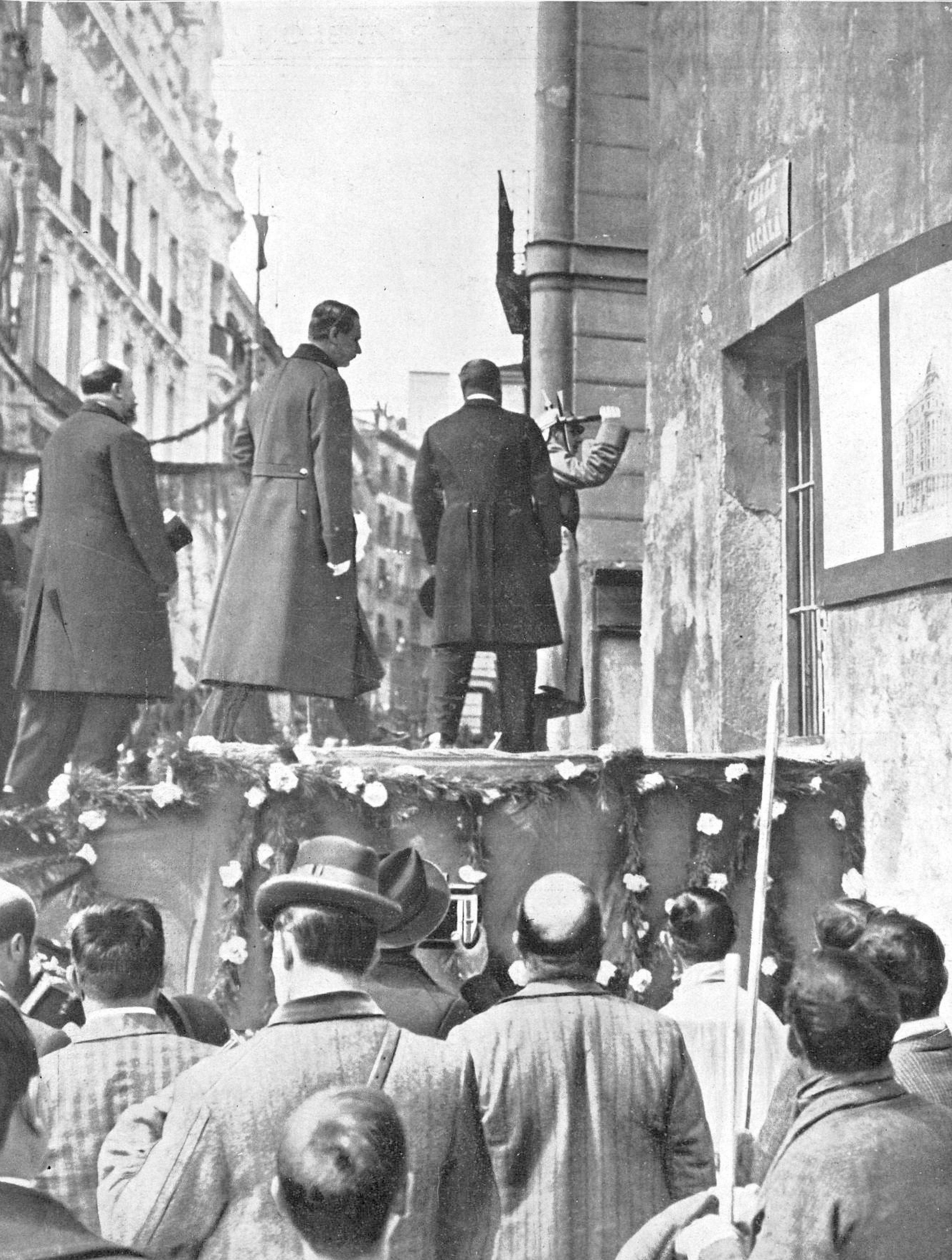
Inauguración de las obras de la Gran Vía en abril de 1910, con el inicio del derribo de la casa rectoral de la iglesia de San José, en la calle de Alcalá.

Las obras comenzaron por fin el 4 de abril de 1910 (después de unos largos años pensando en cómo hacerla), con la presencia del alcalde, José Francos Rodríguez, el presidente del gobierno, José Canalejas, y la familia real encabezada por el rey Alfonso XIII, lo cual da idea de la importancia que se dio a la obra en su época. La familia real se acomodó en una tribuna situada junto a la «Casa del Ataúd» (donde hoy está el Edificio Metrópolis) y adornada con tapices de la serie de la historia de Absalón de la Real Fábrica de Tapices. Además del rey, asistieron la reina madre María Cristina, las infantas Isabel y María Teresa y el príncipe Adalberto de Baviera. También se dispusieron otras dos tribunas, una para miembros del Ayuntamiento y otra para el Cuerpo Diplomático, ambas adornadas con tapices de la serie de los Faetones.
A las once de la mañana llegó el rey acompañado de su esposa, Victoria Eugenia de Battenberg y, tras escuchar la Marcha Real y los discursos del alcalde y del presidente, descendió de la tribuna real, se dirigió a la casa del cura, anexa a la iglesia de San José, y comenzó su demolición con una piqueta de plata que le entregó Martín Silver. Los obreros comenzaron inmediatamente a trabajar. El contratista en poner la primera piedra fue D. Álvaro Guadaño Bernaldo de Quirós.

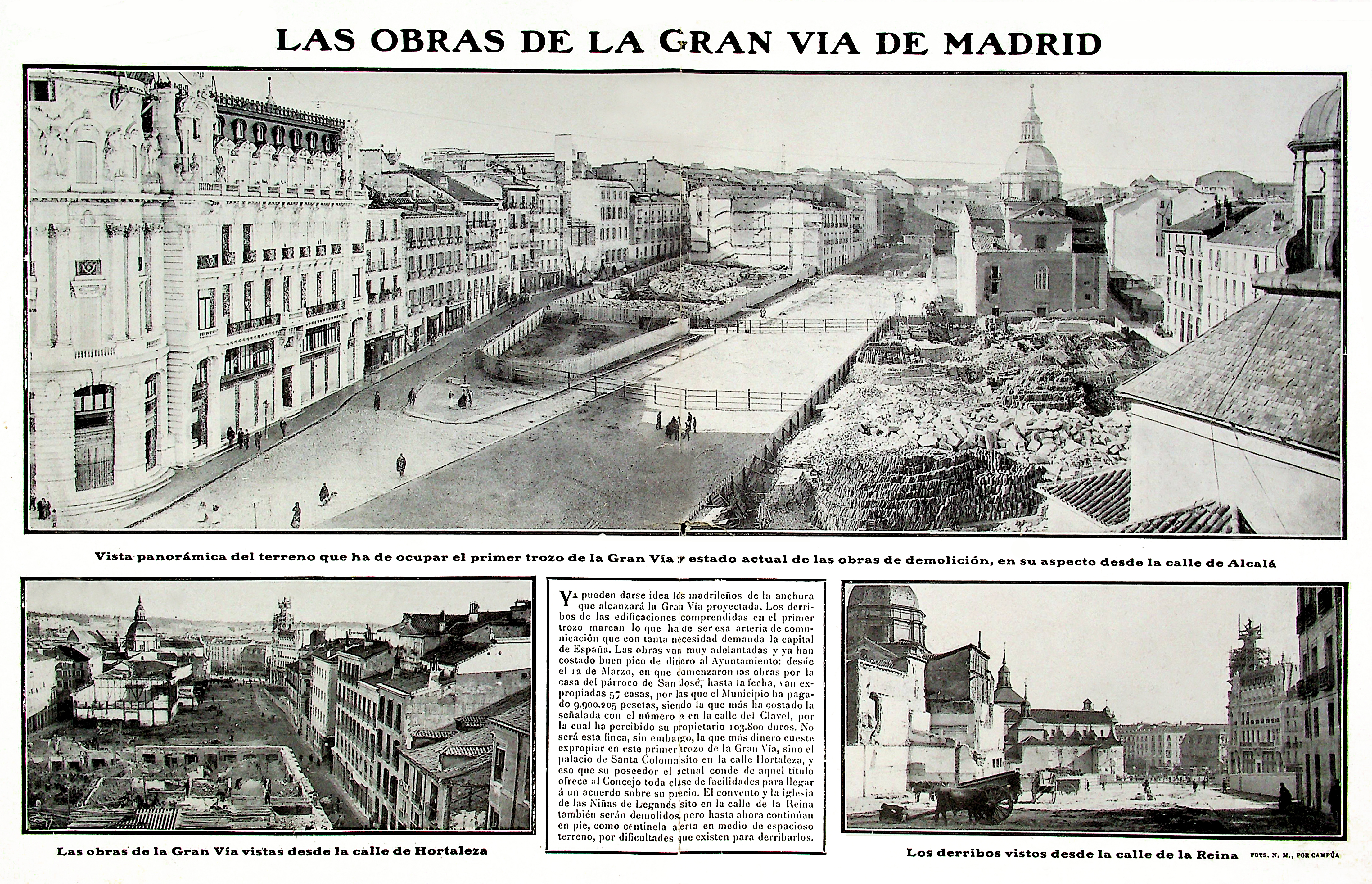
Las obras de la Gran Vía (Nuevo Mundo, noviembre de 1910)

El proyecto de construcción contemplaba la demolición de gran cantidad de caserío, incluyendo varias iglesias, y la desaparición o transformación de numerosas calles. El área afectada sería de 142 647,03 m², que incluían 358 fincas y 48 calles, construyéndose 32 manzanas nuevas. Según los datos conservados, se demolieron 312 casas, se nivelaron 44 lotes de terreno, se desenlosaron 8856 m de aceras y se deshicieron 26 365 m² de empedrado y adoquinado y se quitaron 14 335 m de cañerías de agua y de gas y 274 farolas. Para ello se transportaron y nivelaron 61 799 m³ de escombros y 31 997 de terraplenes. Posteriormente se enlosaron 18 777 m² de acera, se adoquinaron con granito 35 616 m² y se asfaltaron 11 373 m²; se construyeron 2502 m de alcantarillas y se canalizaron 1315 m para acometidas de agua, gas y electricidad, así como 7024 m de tubo de plomo. También se instalaron 174 bocas de incendio y tomas de agua, 219 farolas a gas y 66 lámparas con candelabros.

### Etapas de la construcción
Siguiendo el plan propuesto por Sallaberry y Octavio, la construcción se llevó a cabo en tres etapas:

Plano del primer tramo de la Gran Vía, entre la calle de Alcalá y la Red de San Luis. En trazo grueso, las manzanas actuales, construidas al abrir la nueva calle. En amarillo, las manzanas que se eliminaron, con los números según la Planimetría General de la Villa del. En la manzana 289, donde hoy el Edificio Metrópolis estaba la Casa del Ataúd. En la 293 está el Oratorio del Caballero de Gracia. La pequeña manzana 295 estaba ocupada enteramente por el palacio de la duquesa de Sevillano. En la 297 estaba el Colegio de las Niñas de Leganés. La manzana 302 perdió su extremo sur, que ocupaba gran parte de la Red de San Luis, con lo que ésta aumentó su superficie.

El primer tramo, entre la calle de Alcalá y la de Montera se realizó entre 1910 y 1915. El 28 de marzo de 1917 se comunicó oficialmente que las obras estaban acabadas, aunque la entrega definitiva se produjo el 18 de julio de 1924. Denominada en el proyecto Avenida B, recibió el nombre de calle del Conde de Peñalver, en homenaje al alcalde que firmó el comienzo de las obras (hoy en día esta denominación corresponde a otra calle de la ciudad).
Para su construcción se demolieron importantes edificios, como el colegio de Nuestra Señora de la Presentación (conocido popularmente como «de las niñas de Leganés»), el palacio Masserano, el palacio de la duquesa de Sevillano o la llamada, por su estrechez, «Casa del Ataúd», en la esquina con Alcalá.
En sustitución de las derribadas, se crearon seis nuevas manzanas, sobreviviendo solo el oratorio del Caballero de Gracia, cuyo ábside, que quedó al descubierto al ser derruida la casa que lo tapaba, es hoy en día visible desde la Gran Vía.
También desapareció la calle de San Miguel, que sirvió de guía para la construcción de este primer tramo y que discurría por lo que hoy es la parte sur de la calzada de la actual avenida, y se modificaron otras nueve. En este tramo, todos los edificios construidos dedicaban sus primeras plantas a comercio y oficinas.

Plano del segundo tramo de la Gran Vía, entre la Red de San Luis y la plaza del Callao. En la manzana 343 estaba la iglesia de San Luis, que dio nombre a la Red de San Luis y que sobrevivió a la construcción de la Gran Vía pero fue destruida durante la Guerra Civil. También en esta manzana, en el número dos de la calle de Jacometrezo, estaba la casa por la que se pagó el precio más alto en las expropiaciones de la Gran Vía: 770 439 pesetas.

El segundo tramo, «el Bulevar», entre la Red de San Luis y Callao, se realizó en los siguientes cuatro años, entre 1917 y 1922, aunque la entrega definitiva de obras fue el 20 de agosto de 1927. Se denominó avenida de Pi y Margall, en recuerdo del que fuera presidente de la Primera República Española.
Para la construcción de esta segunda fase se tuvieron que demoler 125 fincas y cuatro calles, transformándose otras trece. Entre ellas desapareció todo el tramo de la calle Jacometrezo que iba desde la plaza de Callao hasta la Red de San Luis, ya que su trazado sirvió de guía aproximada para la construcción de este segundo tramo.
En 1921, antes de finalizar las obras, se constató que el bulevar arbolado del proyecto original dificultaría el tráfico rodado, por lo que se decidió suprimirlo. Se construyeron en este tramo doce manzanas nuevas, una de las cuales alberga el Edificio Telefónica, que en su época fue el rascacielos más alto de Europa.
En 1922, Horacio Echevarrieta se hizo cargo de las obras de construcción de la Gran Vía, en sustitución de Martín Albert Silver.

Plano del tercer tramo de la Gran Vía, entre la plaza del Callao y la plaza de España. En la manzana 495 se ubicó la Casa Profesa de la Compañía de Jesús, que albergaba las cenizas de San Francisco de Borja. Entre las manzanas 457 y 466, la calle de Constantino Rodríguez recibió a partir del 20 de marzo de 1943 el nombre de calle de los Libreros a propuesta del escritor Pío Baroja.

El tercer tramo, estaba previsto que siguiera en la dirección de la calle Jacometrezo, hacia la cuesta de San Vicente, en prolongación casi recta con el segundo tramo, pero se cambió para empalmar con la calle de la Princesa, lo que resultó ser un acierto, así que se construyó entre la plaza de Callao y el norte de la de España; fue comenzado el 16 de febrero de 1925 y se terminó en 1929 aunque la entrega de obras fue el 22 de septiembre de 1932 y algunos edificios no se concluirían hasta después de la Guerra Civil. Se denominó en el proyecto Avenida A, aunque estaba pensado su nombre posterior de calle Eduardo Dato, en homenaje al que fuera presidente del gobierno.
En un principio estaba proyectado que tuviera 25 m de ancho, como la Avenida B, pero después se decidió ampliarlo a 35, como el bulevar. Fue el tramo de más difícil construcción de los tres, ya que al contrario de lo que ocurrió con los dos primeros y las calles de, respectivamente, San Miguel y Jacometrezo, en este último no había ninguna vía que sirviera de guía, por lo que hubo que hacer numerosos desmontes y derribar muchas manzanas. Con su construcción desaparecieron diez antiguas calles y se reformaron otras nueve y tres plazas, entre ellas la de Leganitos, al final de su calle homónima y que daría lugar a la plaza de España. Otra dificultad añadida fue las numerosas reclamaciones interpuestas por los propietarios negándose a las expropiaciones.
El principal problema surgió a la raíz de la propuesta en 1926, por parte del concejal marqués de Encinares, para que este último tramo tuviera los mismos 35 m de ancho que el primero. Al estar ya construido el palacio de la Prensa (sobre la manzana 374 del tramo anterior), el ensanchamiento sólo podía hacerse por el sur pero esto exigía la demolición de la Casa Profesa de la Compañía de Jesús, en la manzana 495 e inaugurada en 1901, a lo que los jesuitas se negaron. El expediente duró varios años, pero todo acabó cuando el 1 de mayo de 1931 un grupo de personas prendió fuego a la Casa Profesa. Esto, sumado a la disolución de la Compañía de Jesús a comienzos del siguiente año por el gobierno de la República, hizo que se archivara el caso y se continuasen las obras.
Ya en los años cuarenta, tras el paréntesis de la Guerra Civil, se reformaría la plaza de España, colofón de la Gran Vía, aunque no forme, estrictamente hablando, parte de ella. La plaza albergaría posteriormente dos de los edificios más representativos de la ciudad, el Edificio España y la Torre de Madrid.

### Modificaciones posteriores

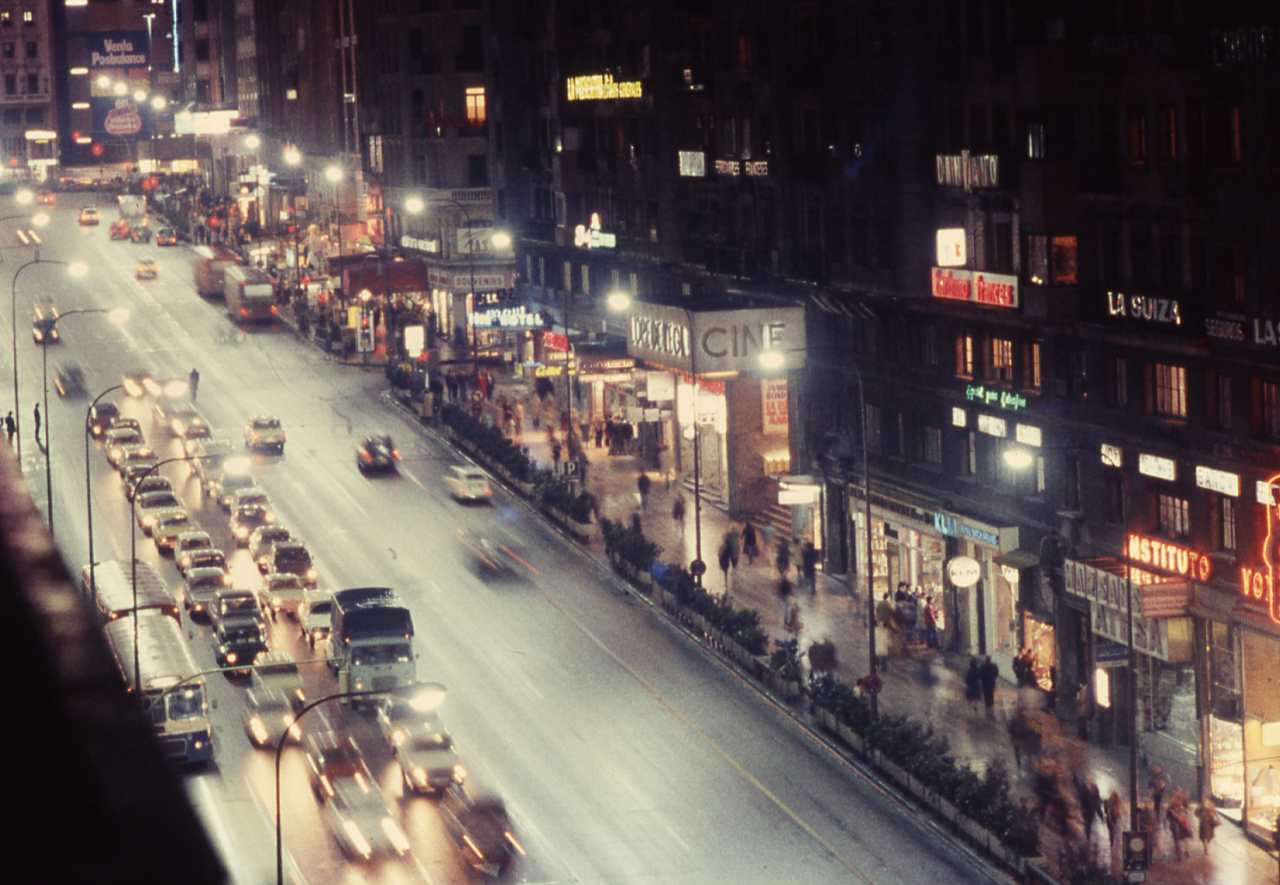
Vista de la calle a comienzos de la década de 1980.

La primera modificación de la Gran Vía, como ya se ha dicho, fue la eliminación, en 1921, poco después de ser construido, del bulevar que había en su tramo intermedio. La mayoría de los edificios no ha sufrido modificaciones importantes desde su construcción, aunque sí cambios en las fachadas, algunos radicales, como el que albergaba el desaparecido teatro Fontalba.
En 1972 se desmontó el templete de entrada a la boca de metro de la Red de San Luis, obra de Antonio Palacios, y se trasladó a la localidad pontevedresa de Porriño, lugar de nacimiento del arquitecto. Reordenada la zona, confluencia con la calle Montera, se instaló una fuente diseñada por Manuel Herrero Palacios y con esculturas de Gerardo Martín Gallego.
En el año 2002 se reformó la calzada y las aceras para intentar darle un aspecto homogéneo a la calle. Se cambió el pavimento por uno nuevo de granito y se instalaron nuevos bancos, paradas de autobús, kioscos y barandillas de acero al mismo tiempo que se eliminaron todas las jardineras de cemento. También se sustituyeron las farolas y se retiraron las columnas publicitarias, conocidas popularmente como chirimbolos, instaladas por el Ayuntamiento a mediados de los años noventa por toda la ciudad y que habían provocado un fuerte rechazo entre la ciudadanía por su aspecto estético. En los años posteriores el ayuntamiento fue añadiendo nuevos chirimbolos publicitarios de nuevo diseño.

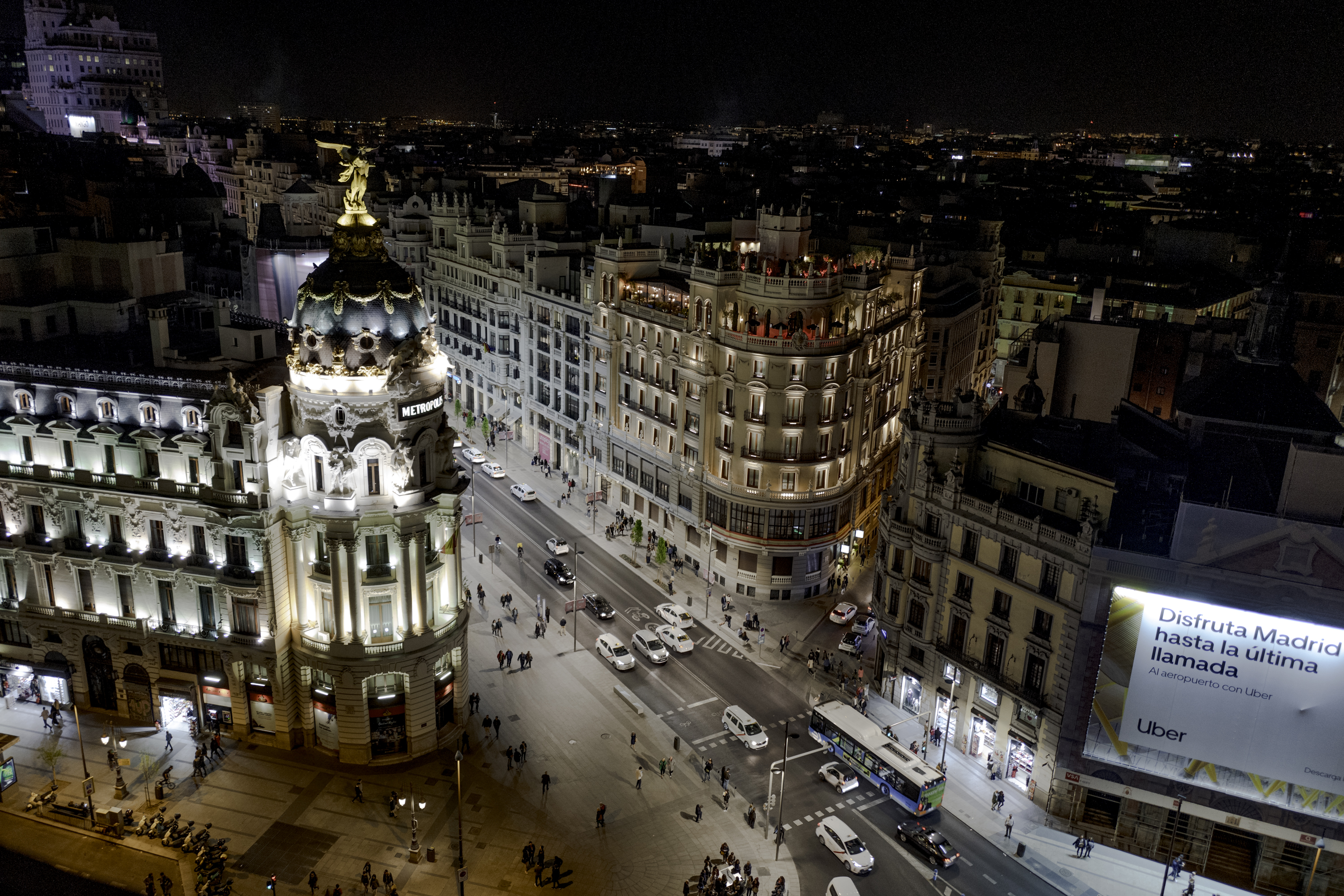
Aspecto del comienzo de la calle en 2019, tras el ensanchamiento de las aceras.

En 2009 la fuente de Herrero Palacios fue eliminada. El Ayuntamiento anunció la colocación de una reproducción del templete de Antonio Palacios en su primitiva ubicación. Pero en 2009 se peatonalizó la calle de la Montera y no se colocó el templete de Palacios.

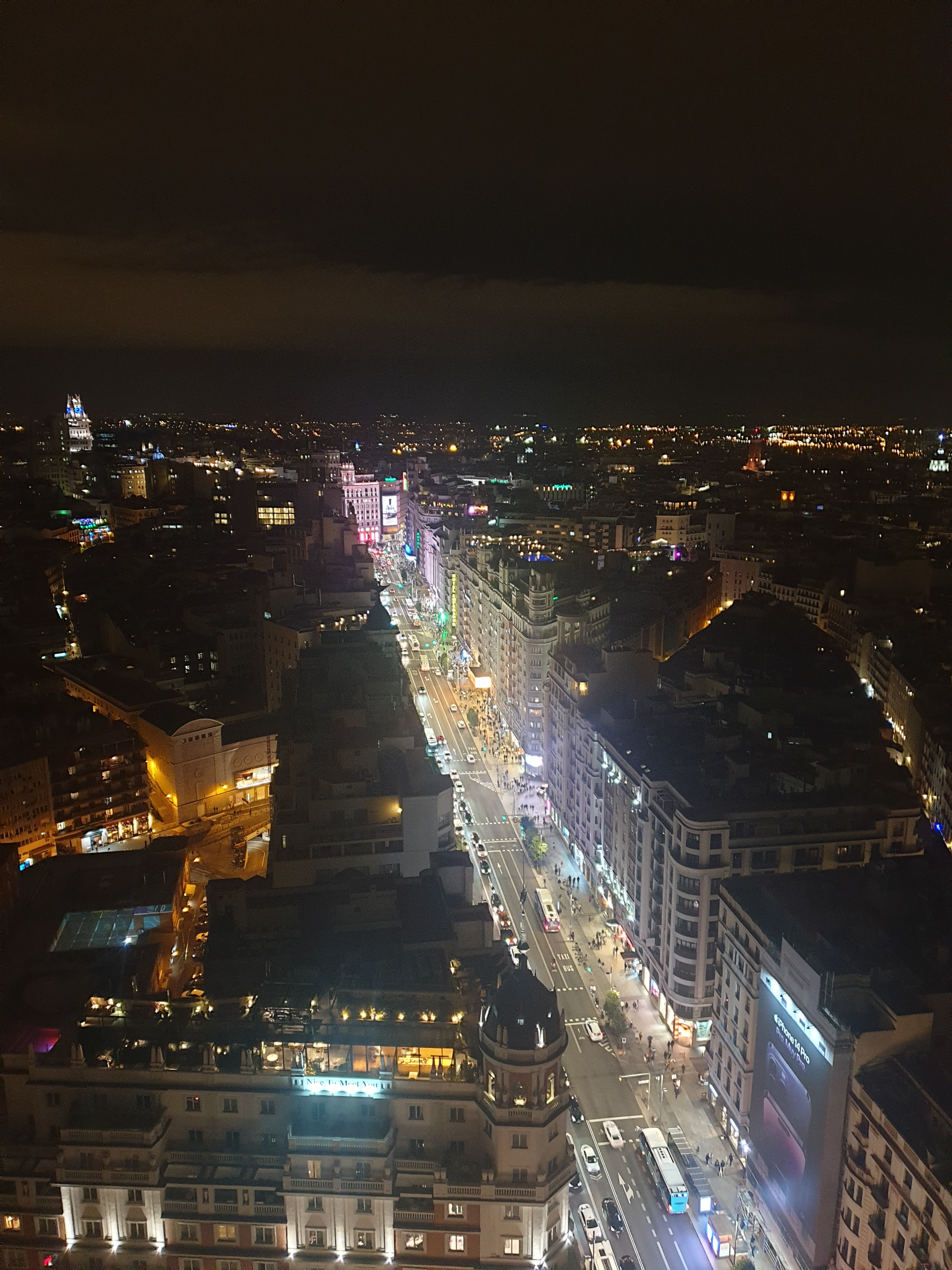
Vista de la Gran Vía desde lo alto del hotel RIU Plaza España en 2022.

En marzo de 2018 se dio inicio a una serie de obras en la calle que supusieron la ampliación del ancho de las aceras y mejora de la accesibilidad, una reducción en el número de carriles (pasaron de tres por sentido a dos por sentido), la construcción de un carril-bici de subida entre plaza de España y Callao, la colocación de bancos para sentarse, la plantación de nuevos árboles e instalación de fuentes públicas de agua, así como la renovación de semáforos y alumbrado público con el objetivo de lograr una mayor eficiencia energética. La renovación se inauguraró a finales de noviembre.
En agosto de 2018 se cerró la estación de metro de Gran Vía, antigua Red de San Luis, para proceder a su reforma y hacerla más accesible, con entrada en ascensor. Con ello, se aprovechó para recuperar el icónico templete de acceso construido por Antonio Palacios en 1919. La obra sufrió multitud de retrasos tras haberse encontrado, primero, restos arqueológicos de la antigua estación diseñada por Antonio Palacios y, segundo, debido a la pandemia de Covid-19. La nueva estación entra en servicio en julio de 2021 con conexión a la red de Cercanías Madrid.

### Nombres a lo largo de la historia

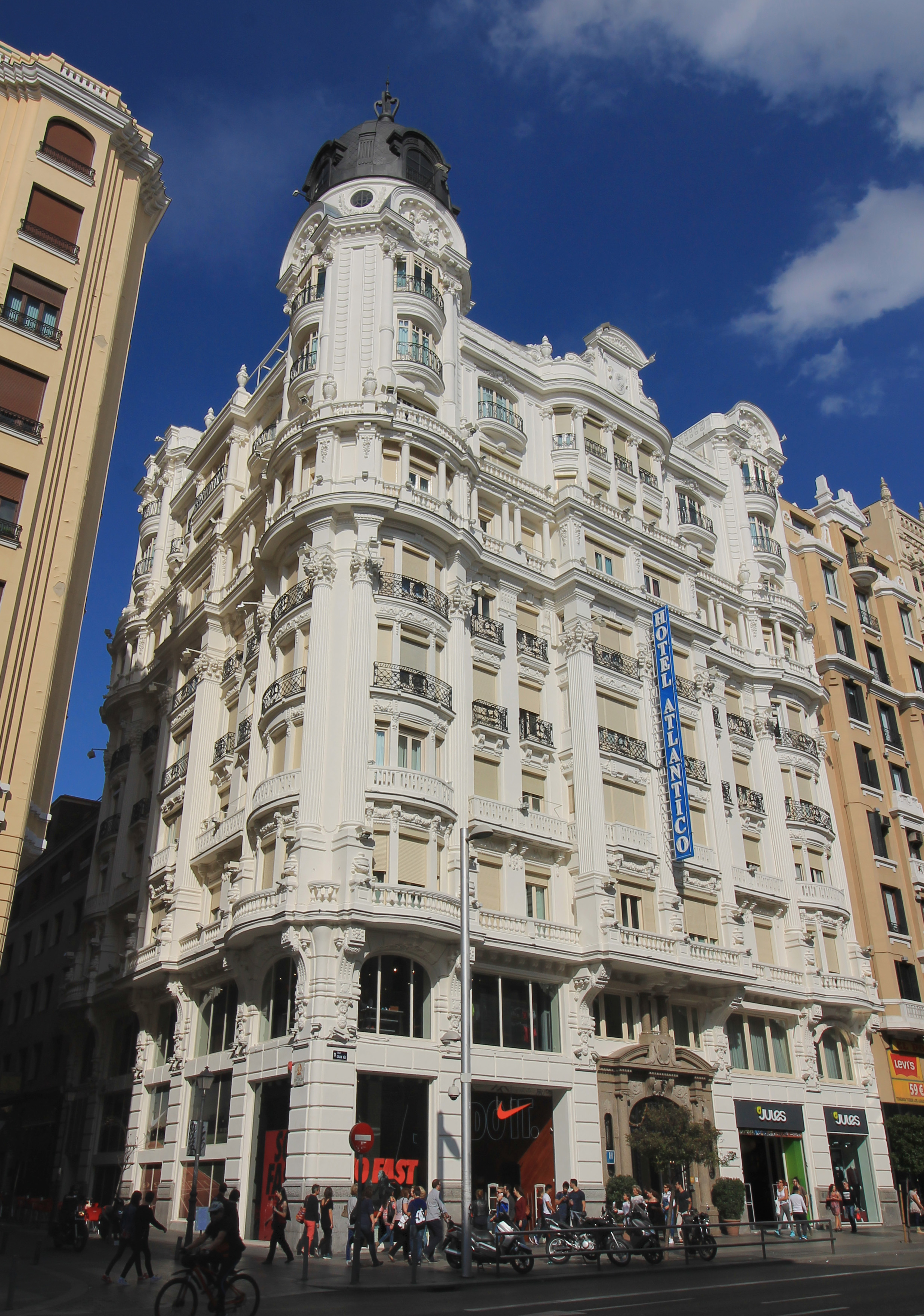
Hotel Atlántico (n.º 38).

A lo largo de su historia, la Gran Vía ha tenido diversos nombres oficiales, y también otros populares. En un primer momento, como ya se ha dicho, su construcción se dividió en tres tramos, que fueron dedicados a sendos personajes relevantes de la época. La Avenida A se llamó calle Eduardo Dato; el Bulevar, avenida de Pi y Margall y la Avenida B, calle del Conde de Peñalver.
Tres meses antes de comenzar la Guerra Civil, en 1936, los dos primeros tramos pasaron a denominarse Avenida de la CNT. Ya en tiempos de la Guerra, serían conocidos como Avenida de Rusia. Este nombre volvería a cambiarse en noviembre de 1937 por el de Avenida de la Unión Soviética, colocándose una placa conmemorativa de piedra con los escudos de la II República Española y la Unión Soviética y el texto "Homenaje de los amigos de la URSS".
Durante este período también tuvo otros nombres populares como Avenida de los obuses o, la zona del bulevar, Avenida del quince y medio, en referencia a los proyectiles que el ejército franquista lanzaba sobre los pisos superiores del edificio de la Telefónica, que era usado como observatorio militar. En 1937 el tramo llamado Eduardo Dato recibió el nombre de avenida de México.
Al finalizar la Guerra Civil en 1939, con la victoria franquista y su entrada en Madrid, la calle pasó a llamarse desde el 24 de abril Avenida de José Antonio, en homenaje a José Antonio Primo de Rivera, fundador de la Falange Española. También se denominó de igual forma la estación de metro de Gran Vía. Pese al nombre impuesto por el régimen, muchas personas continuaron llamándola Gran Vía.
En 1981, durante la Transición Española y siendo alcalde de Madrid el socialista Enrique Tierno Galván, el Ayuntamiento cambió el nombre de veintisiete calles, entre ellas el de la Avenida de José Antonio, que desde entonces se denomina simplemente, por primera vez de forma oficial, Calle Gran Vía.

## Utilización

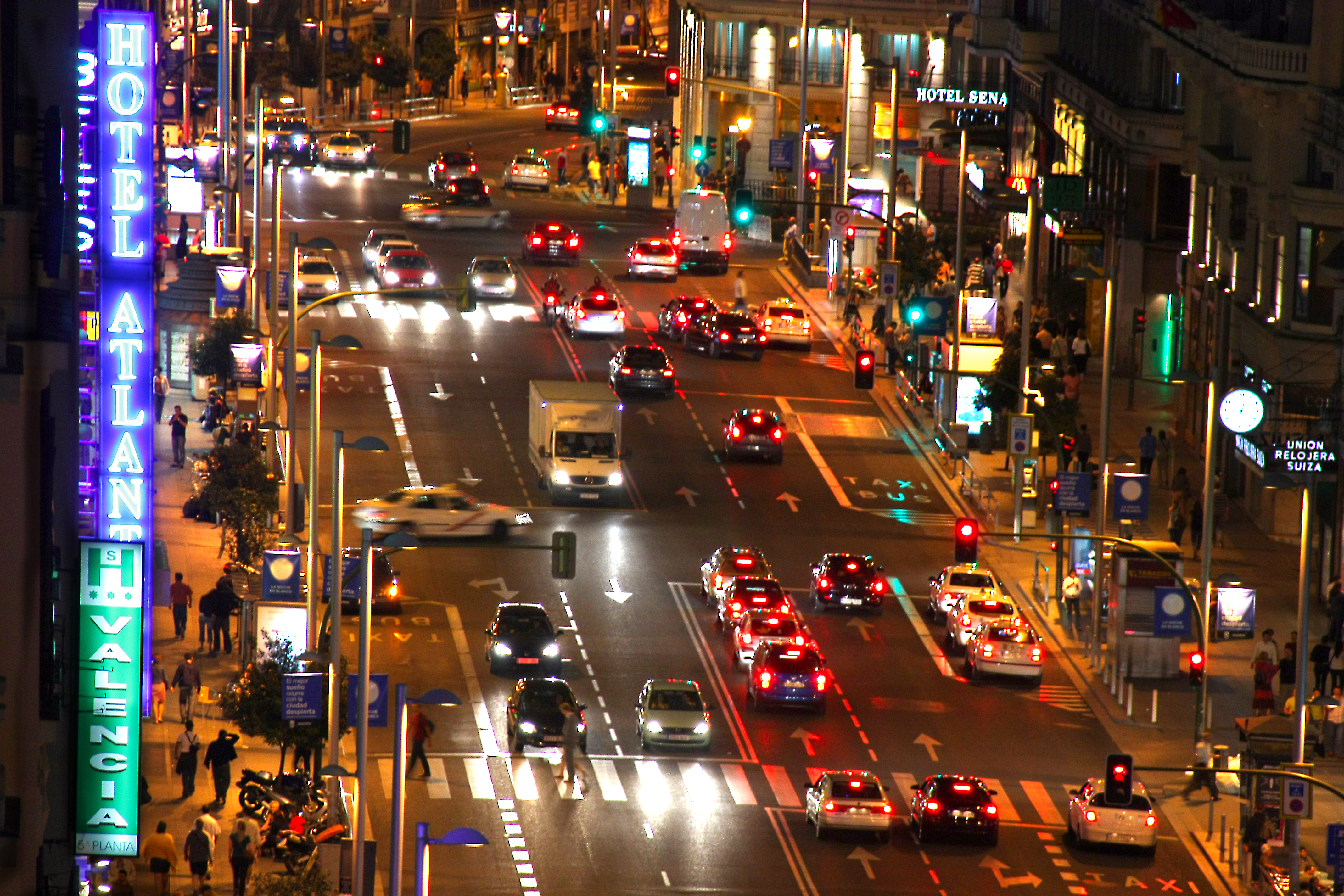
Vista nocturna de la calle Gran Vía.

Además de para servir como vía de comunicación este-oeste de la ciudad, la Gran Vía fue planificada como punto de encuentro de los ciudadanos y como área recreativa y comercial. En estos dos aspectos, supuso un cambio en las costumbres de los madrileños, ya que albergó los primeros grandes almacenes de la ciudad, escaparates de lujo, grandes salas de cine o cafés que se harían muy frecuentados durante sus primeras décadas de vida.

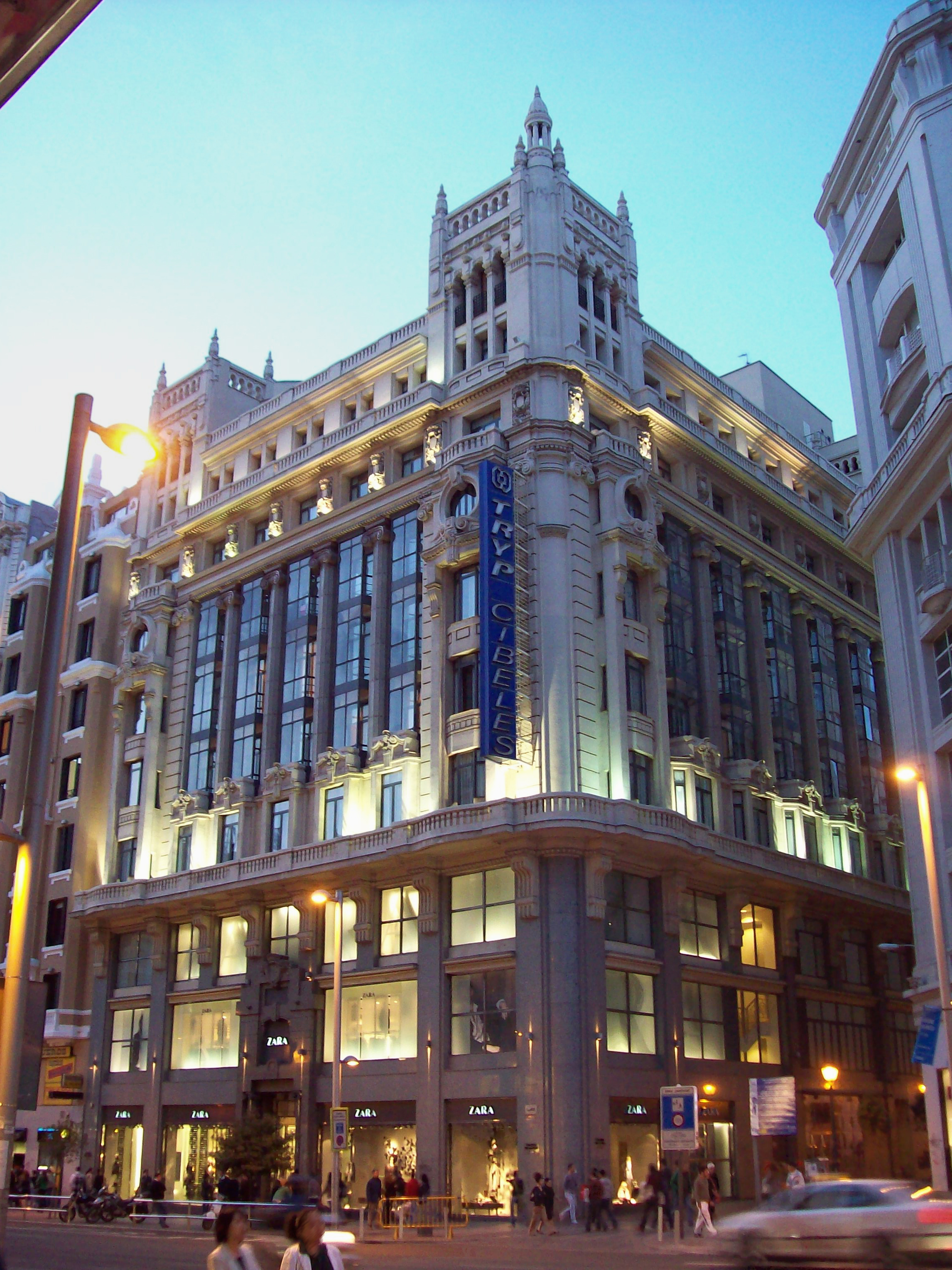
Hotel Cibeles, antes Avenida (1924), en el n.º 34.

El primer tramo, entre Alcalá y la Red de San Luis, estuvo dedicado desde el comienzo al comercio de lujo, a imitación de otras calles surgidas en el siglo XIX por toda Europa, como la Rue de la Paix (París); Regent Street (Londres) o la Galleria Vittorio Emanuele II (Milán). Cabe destacar tiendas de moda como Casa Lacoma (de Margarita Lacoma),  Almacenes Rodríguez, Samaral o Sánchez-Rubio; joyerías como Aldao, Brooking, Grassy, Perera o Sanz; concesionarios de automóviles, como Chenard-Walker, Fiat, Ford o Hispano-Suiza; cafés como el Abra, Chicote, Pidoux o Sicilia Molinero; compañías de seguros como La Unión y el Fénix o Seguros La Estrella; y hoteles, como el Hotel de Roma. Aunque todavía perdura alguna firma de prestigio, a partir de los años sesenta del siglo XX este uso comenzó a decaer, dando paso a otros establecimientos menos especializados. También se instalaron en esta zona varios casinos, los centros de reunión de la alta burguesía de principios del siglo XX.

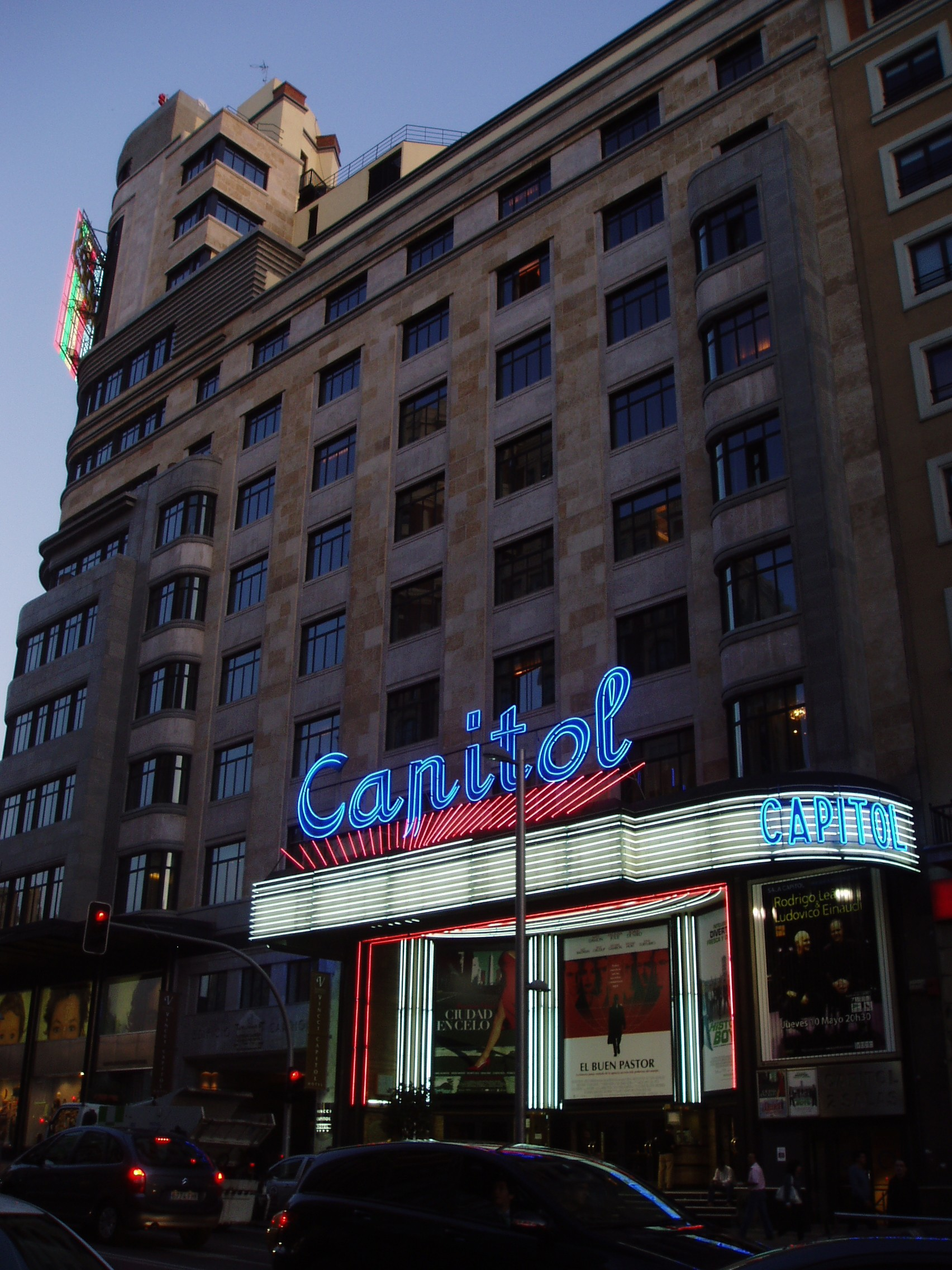
El cine Capitol en el edificio Carrión.

El segundo tramo, hasta Callao, es el más espacioso, como corresponde a su antiguo diseño de bulevar. Desde el comienzo, con la apertura de la estación de metro de Gran Vía (denominada entonces "Jardines") en 1919, fue un continuo ir y venir de gente. Aquí, por ejemplo, se abrieron los primeros grandes almacenes de Madrid, los Almacenes Madrid-París, inaugurados en enero de 1924 y siendo uno de los primeros de la ciudad en contar con escaleras mecánicas, tras su quiebra el edificio sería comprado por Sepu (Sociedad Española de Precios Únicos) en 1934 para la apertura de su sucursal en Madrid. Otros dos grandes almacenes, El Corte Inglés y Galerías Preciados, surgieron junto a la plaza de Callao. También se establecieron numerosas compañías de seguros, la mayoría propietarias de los edificios en que se ubicaban. A partir de los años cincuenta, con el auge del turismo y la instalación de numerosos hoteles, se produjo su época dorada, con la apertura de cafés, bares y salas de fiestas, como el famoso Pasapoga. También son de destacar, característica que comparte con el siguiente tramo, los edificios que se construyeron para albergar, de modo polivalente, salas de cine y teatro, como el Palacio de la Música o el Cine Avenida. En los años 1980, en Gran Vía 25, abrió sus puertas una tienda de la emblemática cadena de venta de discos Madrid Rock.
El tercer tramo, hasta la plaza de España, albergó espacios destinados al ocio, como cines, teatros, salas de fiestas y cafeterías “a la americana”, y comercios como librerías y tiendas de tejidos, entre otras. También edificios completamente de oficinas. Durante la Guerra Civil, por su proximidad al frente situado en la Ciudad Universitaria y en la Casa de Campo, esta zona de la Gran Vía fue la que más se resintió. Destacan de nuevo los edificios dedicados a salas de cine como el Palacio de la Prensa, el Callao, el Capitol, el Coliseum, el Rialto, el Imperial y el Teatro Lope de Vega.

## Edificios significativos

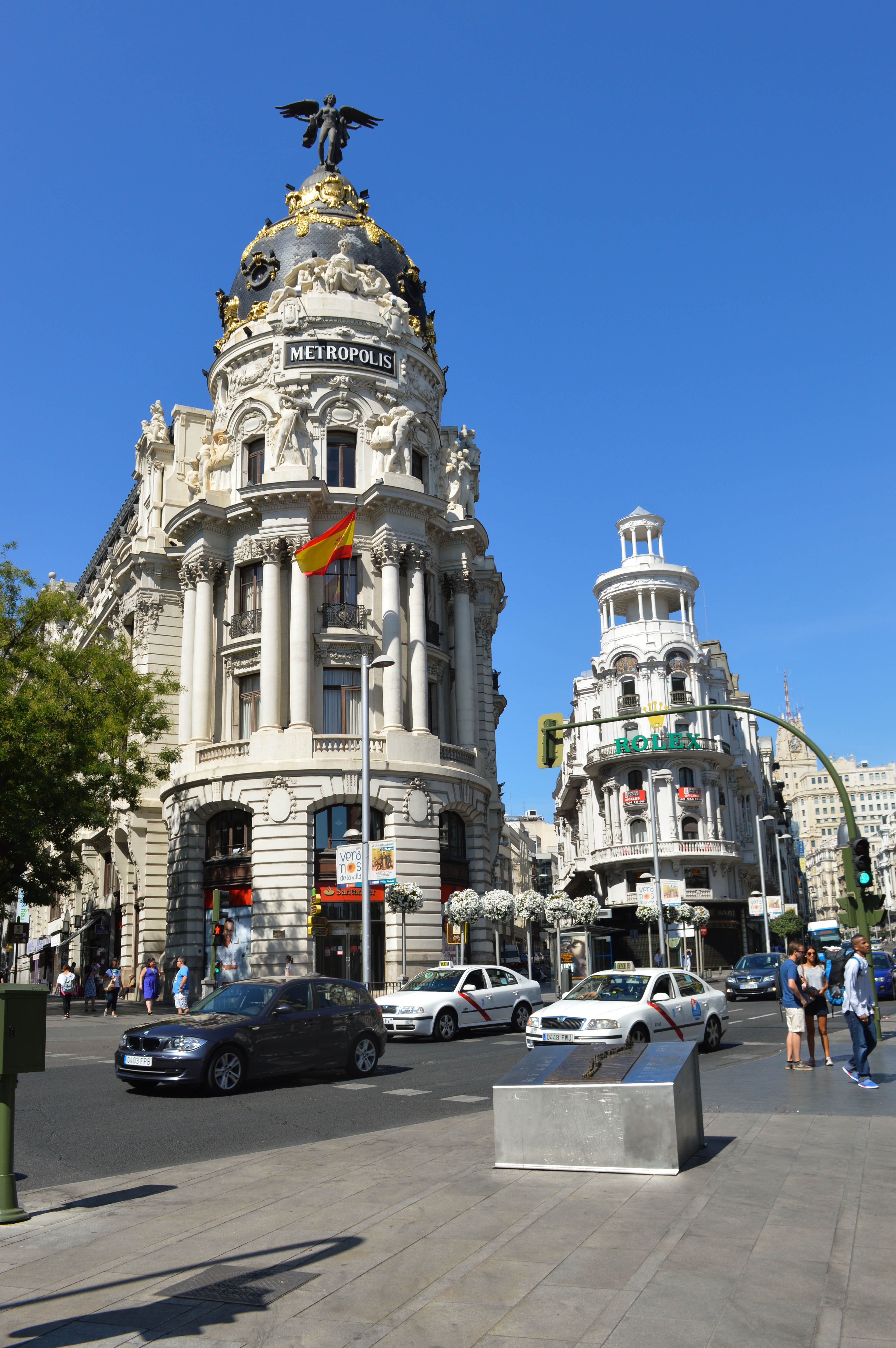
El Edificio Metrópolis y el número 1 de la calle Gran Vía.

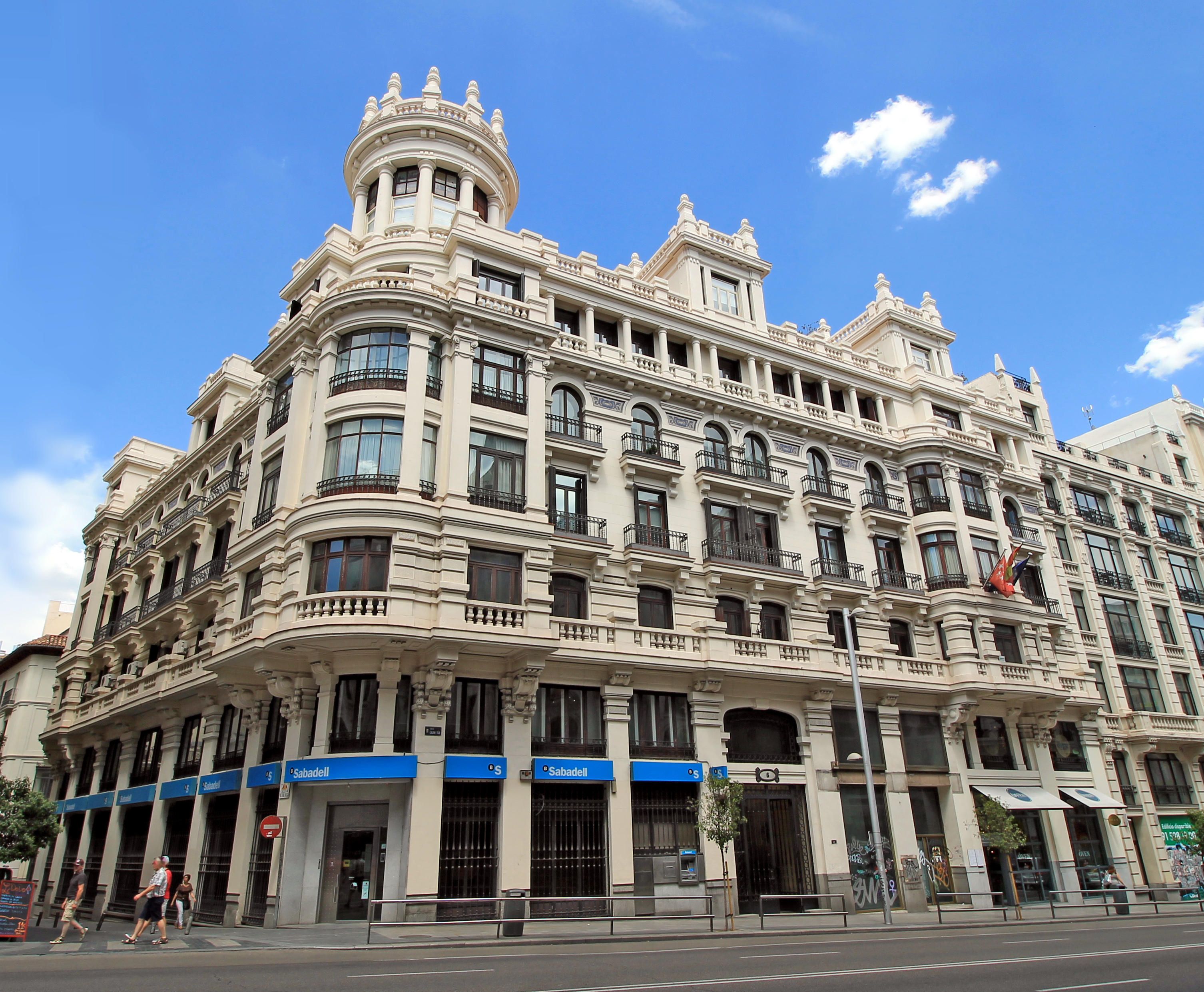
Gran Vía 6 (1919).

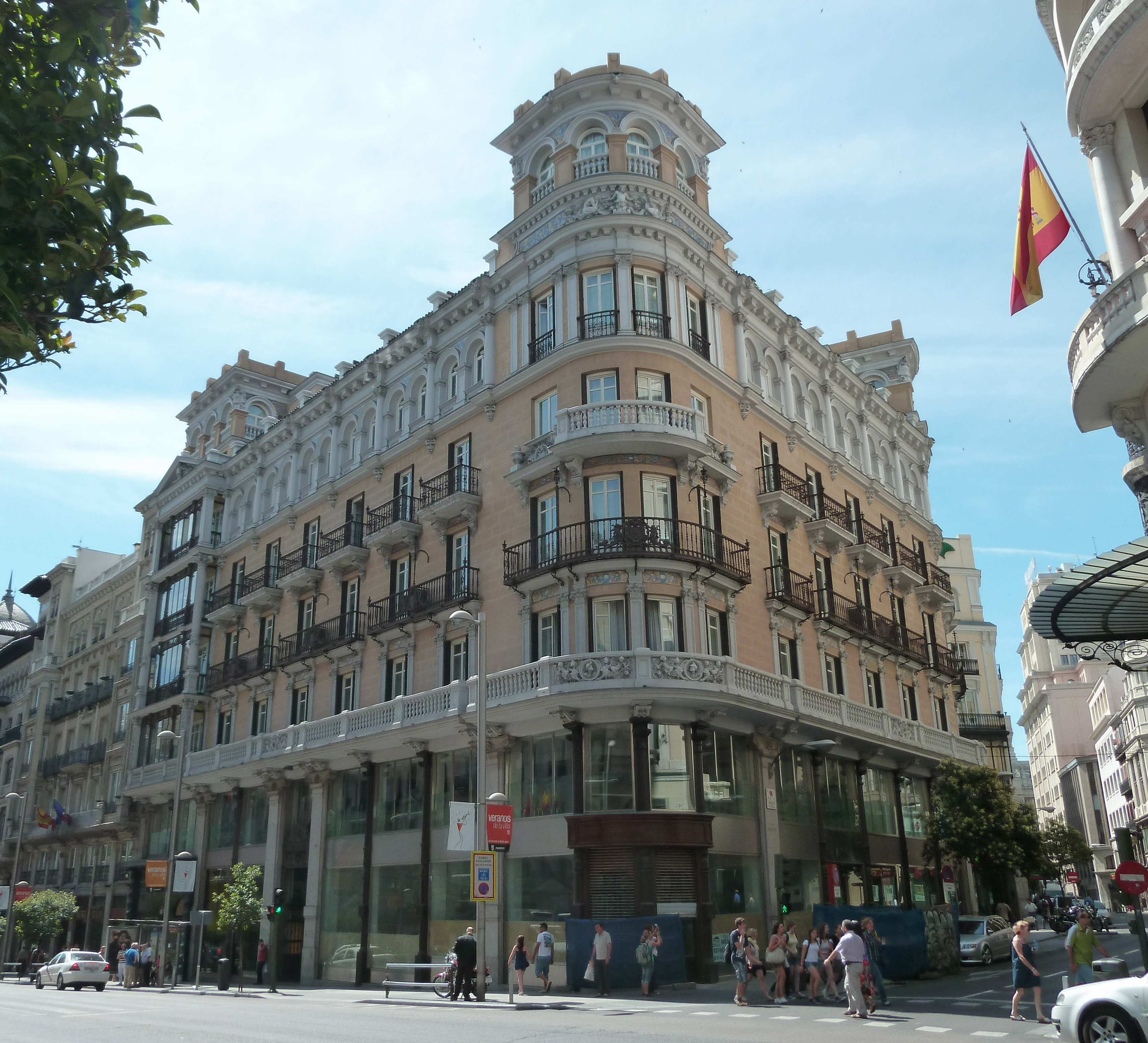
Hotel de las Letras, en el n.º 11.

Los edificios de la Gran Vía, al formar parte de un plan unitario, presentan todos una altura similar y respetan el ancho de la calle. Sin embargo, al haber sido construidos a lo largo de casi medio siglo, muestran una obvia evolución en su arquitectura, desde los estilos historicistas del primer tramo hasta el funcionalismo de la zona cercana a la plaza de España.

### Primer tramo
Los edificios entre la calle de Alcalá y la Red de San Luis presentan estilos historicistas. Algunos pretendían recuperar el pasado arquitectónico español, siendo construidos en estilo neobarroco o neorrenacentista; otros son de inspiración francesa. En la mayoría se utilizó la piedra y estructura metálica. Entre ellos cabe destacar:
- Edificio Metrópolis (1911), obra de los arquitectos Jules y Raymond Février. Estrictamente hablando no pertenece a esta calle, ya que es el número 39 de la calle de Alcalá, pero, subiendo desde la plaza de Cibeles, sirve de indudable carta de presentación de la Gran Vía.
- Edificio Grassy (1916-1917), de Eladio Laredo y Carranza. Un edificio de estilo ecléctico con relieves y azulejos de estilo modernista. A lo largo de su historia ha estado ocupado por el café Molinero, el restaurante Sicilia-Molinero, la casa de pianos The Aeolian o la joyería Grassy desde 1952, que cuenta con un museo del reloj.
- Edificio de La Gran Peña (1917), en el número 2, obra de Eduardo Gambra Sanz y Antonio de Zumárraga.
- Gran Vía 4 (1917-1919), de Ruíz Senen, José María Mendoza Ussía y José Aragón Pradera.
- Gran Vía 5, (1915-1916), viviendas y oficinas para D. Juan Giralt de la Porta de José Monasterio Arrillaga.
- Gran Vía 6 (1917-1919), de José María Mendoza Ussía y Aragón Pradera.
- Edificio de Seguros La Estrella, en el número 7 (1917-1922), de Pedro Mathet. De estilo neorrenacentista.
- Gran Vía 8 (1915), de Francisco Pérez de los Cobos. La primera casa que se terminó de construir en la nueva avenida. Aquí estuvo la célebre pastelería-cafetería de Aquiles Caserta. En sus bajos se encuentra la tienda Loewe desde 1939.
- Gran Vía 9, de Francisco Reynals.
- Gran Vía 10, de Pedro Mathet.

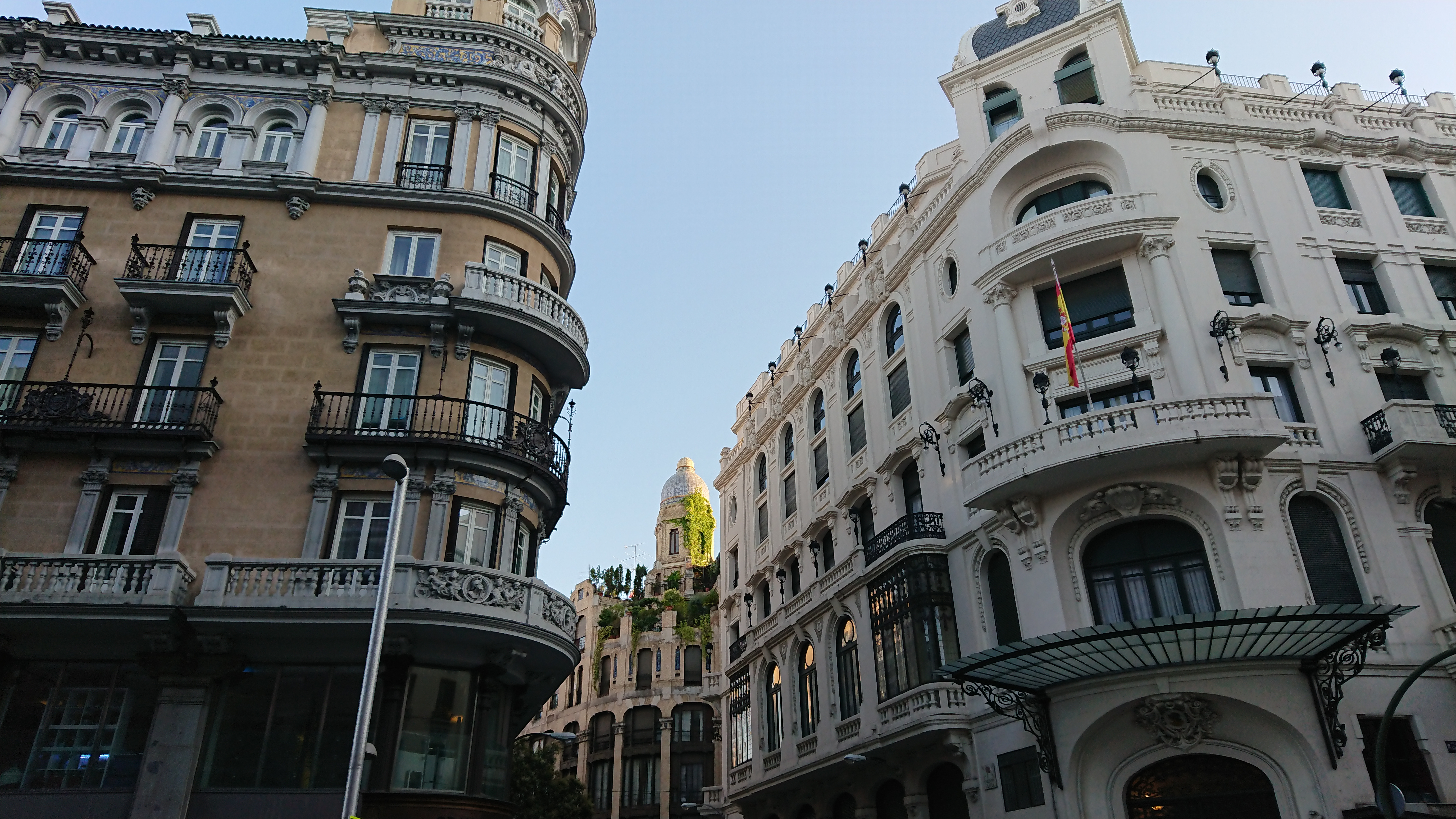
Gran Vía 11 (Hotel de Las Letras) y Gran Vía 13 (Casino Militar)

- Gran Vía 11 (Hotel de Las Letras) y Gran Vía 13 (Casino Militar)Hotel de las Letras (conocido en su construcción como Viviendas para el conde de Artaza), en el número 11 (1915-1917), de Cesáreo Iradier.

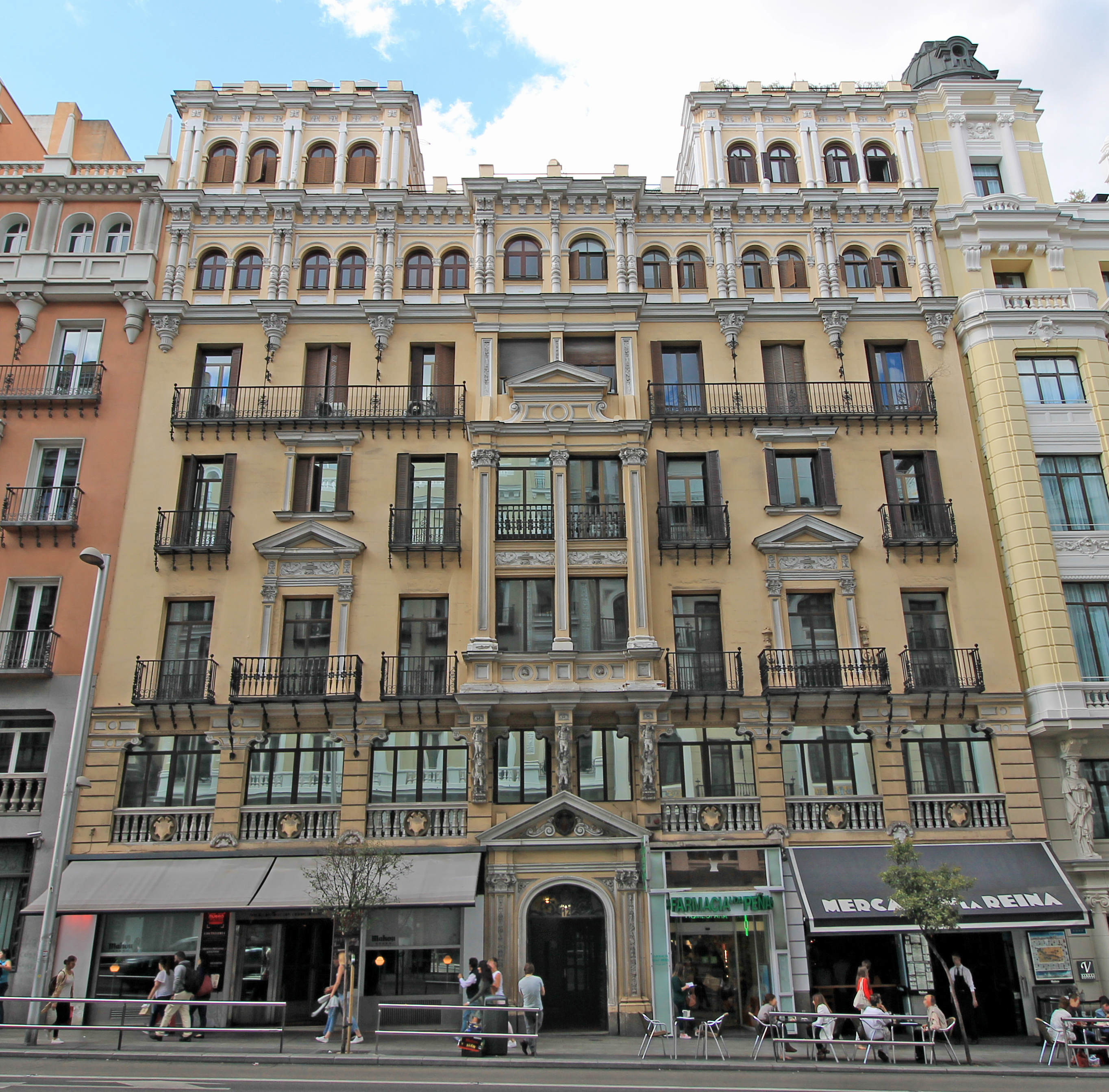
Gran Vía 12, con el Bar Chicote en sus bajos.

- Gran Vía 12, de Eduardo Reynals. En 1932 se abrió en sus bajos el Bar Chicote.
- Casino Militar, en el número 13, de Eduardo Sánchez Eznarriaga. Con influencia barrocas pero con el toque más contemporáneo de la marquesina de hierro y cristal que cubre la puerta de entrada.
- Gran Vía 15 (1918-1921), de Juan García Cascales.
- Fachada posterior del Oratorio del Caballero de Gracia (1916), en el número 17. Desde la Gran Vía sólo se observa el ábside de esta iglesia, obra de Juan de Villanueva. El arquitecto Carlos de Luque diseñó una nueva fachada alineada con el resto de los edificios. En los años setenta, Javier Feduchi Benlliure dejó a la vista el ábside practicando un gran arco en la fachada de Luque.
- Gran Vía 18 (1915-1916), de Felipe de Sala Blanco y Eduardo Reynals.
- Gran Vía 19 (1977), de Francisco Calero.
- Gran Vía 21 (1915-1918), de Julio Martínez-Zapata.
- Gran Vía 22 (1919), de Secundino Zuazo.
- Gran Vía 22 duplicado, de Lomas, Manchobes y Vicente García Cabrera.
- Círculo de la Unión Mercantil e Industrial (1918-1924), en el número 24, de Joaquín y Luis Sáinz de los Terreros.

### Segundo tramo

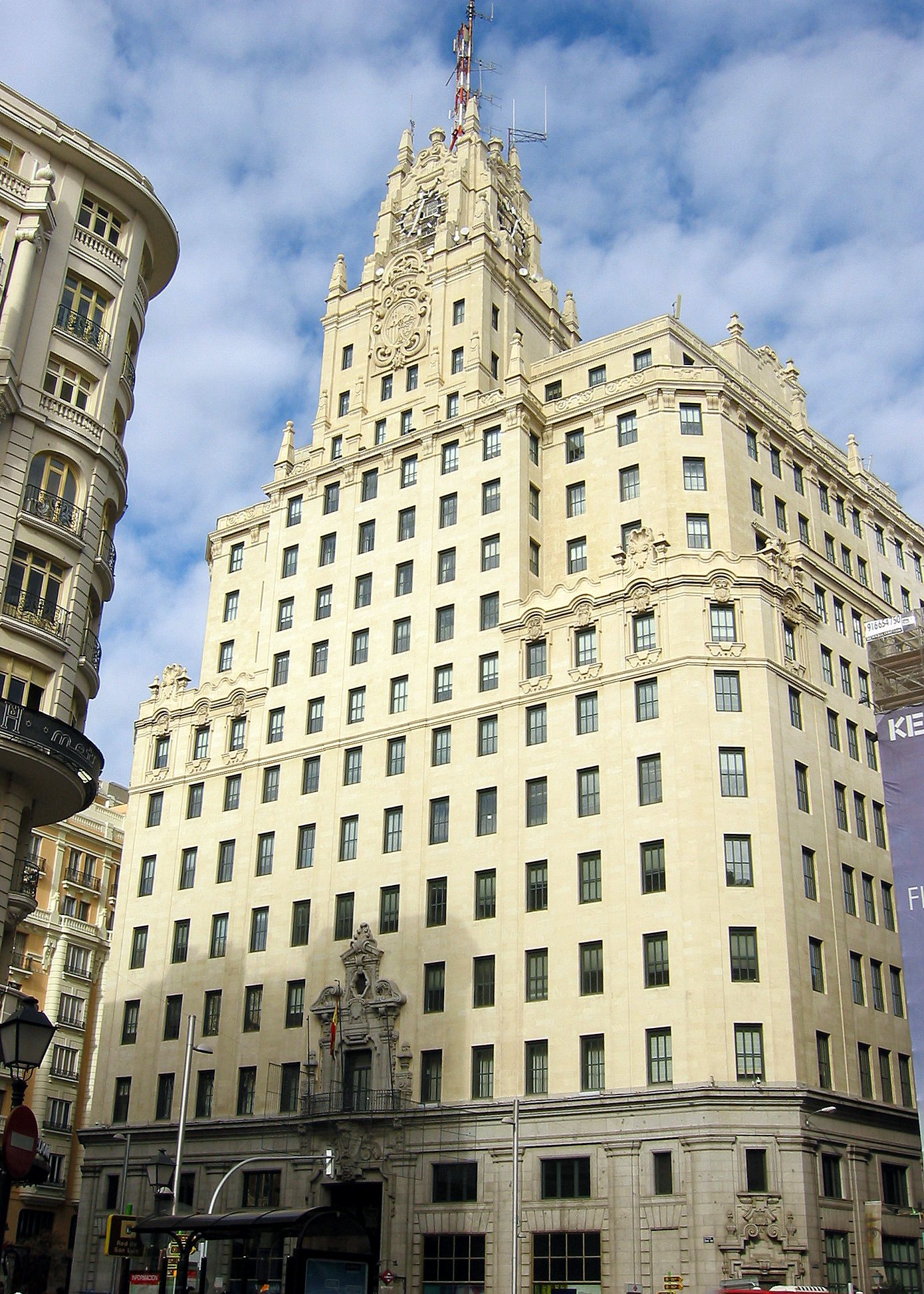
Edificio Telefónica (n.º 28).

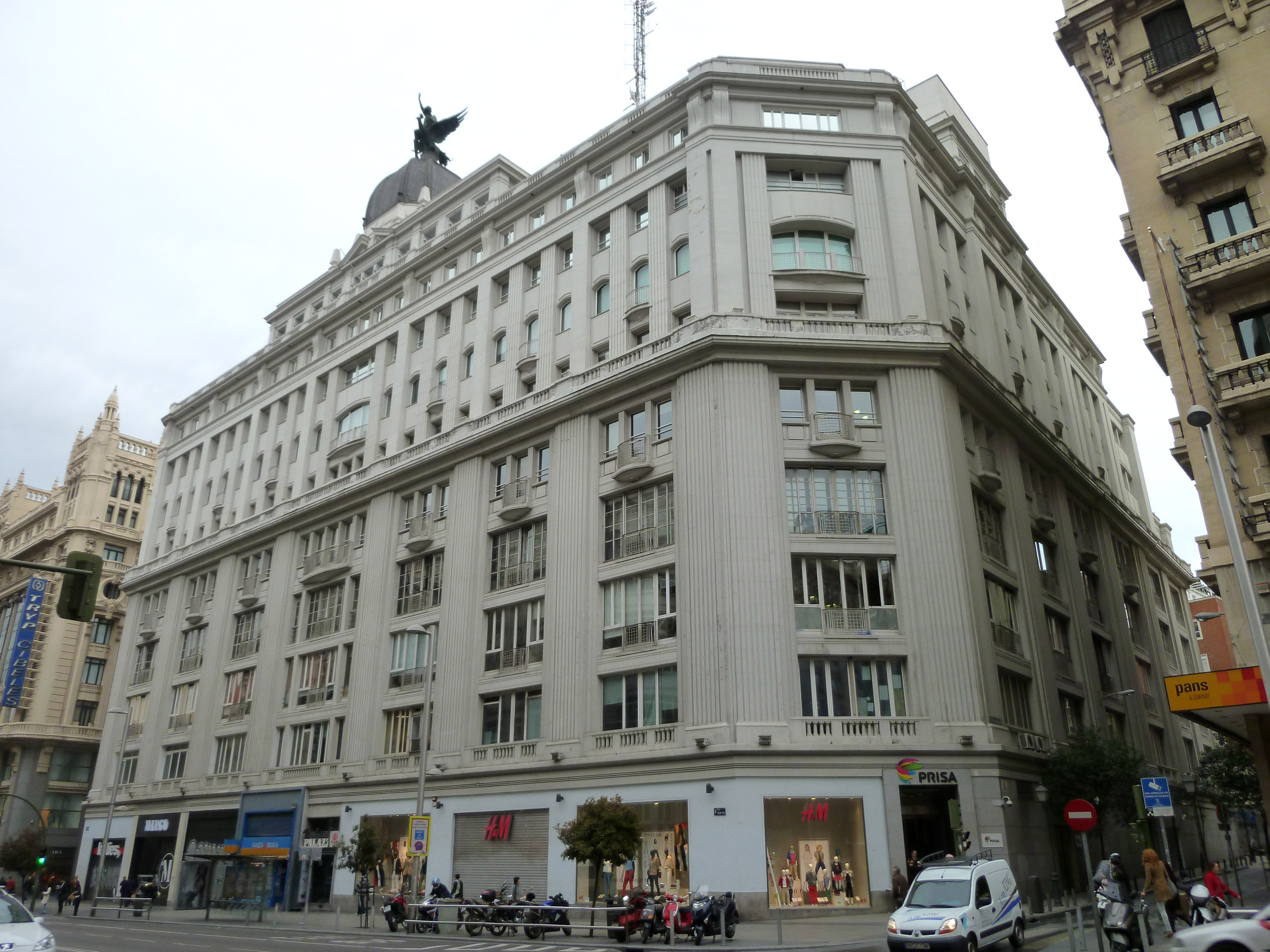
Edificio Madrid-París (n.º 32).

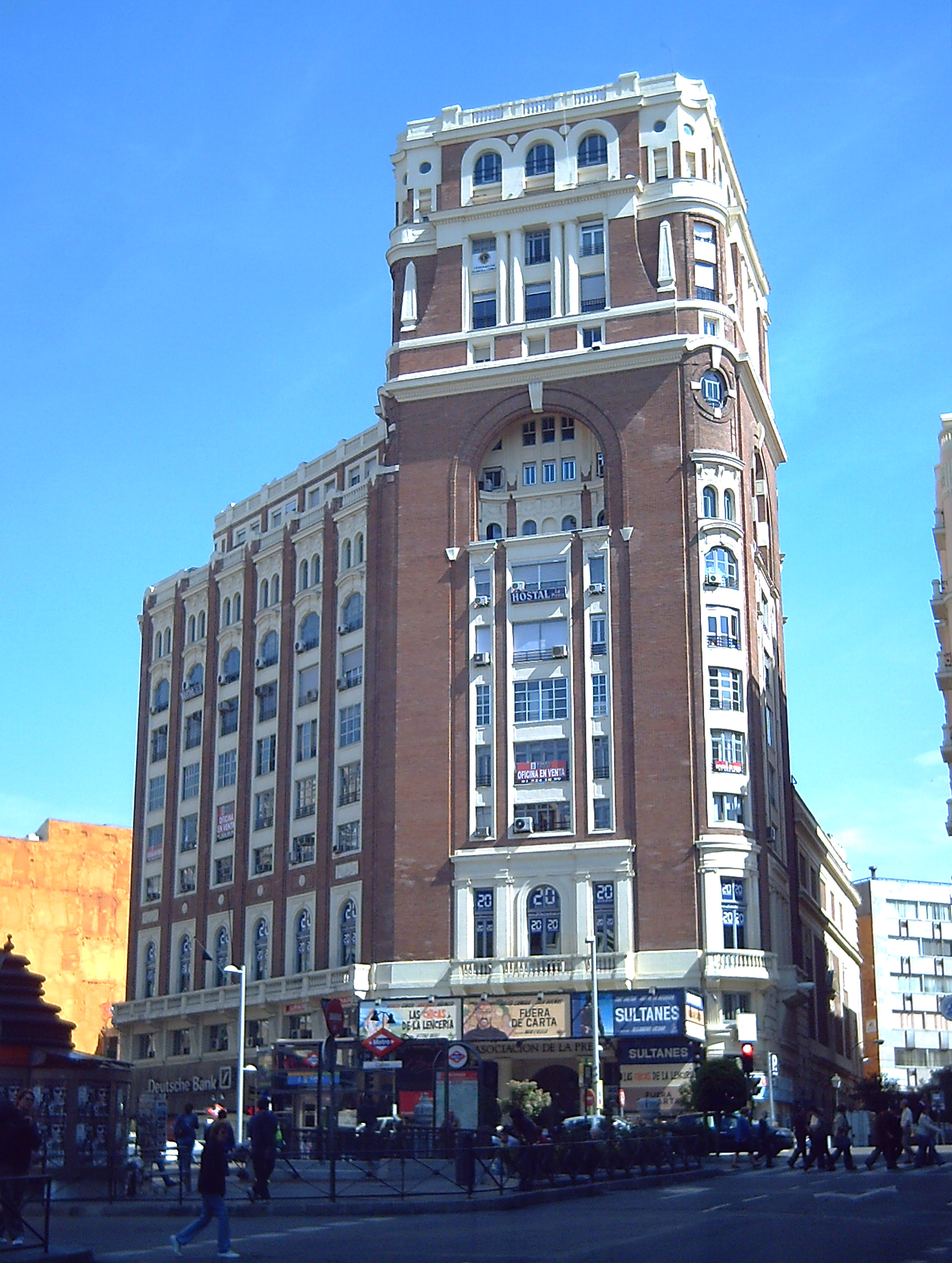
El Palacio de la Prensa (n.º 46).

Los edificios del antiguo bulevar son de estilo más afrancesado y algunos de estilo americano:
- Gran Vía 23 (1918-1923), de Vicente Agustí Elguero y José Espelius Anduaga.
- Gran Vía 25 (1920-1925), de Modesto López Otero.
- Gran Vía 26 (1914-1916), de Pablo Aranda Sánchez.
- Casa Matesanz (1919-1923), en el número 27, de Antonio Palacios, un edificio de uso comercial "a la americana" con influencia de la escuela arquitectónica de Chicago.
- Edificio Telefónica (1926-1929), en el número 28, de Ignacio de Cárdenas.
- Casa del Libro, en el número 29, de José Yárnoz Larrosa, diseñado para la Constructora Calpense.
- Teatro Fontalba (1919-1924), en el número 30, de Salaberry y Teodoro Anasagasti.
- Gran Vía 31 (1925-1927), de José Miguel de la Quadra-Salcedo. En sus bajos está el Café Zahara.
- Edificio Madrid-París (1922-1924), en el número 32, de Anasagasti. Fue el edificio más alto hasta 1929, en que fue superado por el de Telefónica. En 1934 tras la compra del edificio por los Almacenes Sepu sufre una gran transformación dirigida por el arquitecto original con la colaboración de José López Sallaberry.[7] Este edificio alberga también la sede del Grupo Prisa, donde se concentran algunas de las principales emisoras de radio del país, como los 40 Principales, M80 Radio, o la Cadena SER.
- Gran Vía 33 (1922), de Pablo Aranda.
- Gran Vía 34 (1921-1924), de José Yárnoz Larrosa y Antonio Palacios. En su origen albergó el Hotel Alfonso XIII (después Avenida), hoy llamado Cibeles.
- Palacio de la Música (1926), en el número 35, de Secundino Zuazo Ugalde.
- Cine Avenida (1927-1928), en el número 37, de José Miguel de la Quadra-Salcedo.
- Hotel Atlántico, en el número 38, de Joaquín Saldaña y López. Construido en estilo ecléctico, su primer propietario fue el marqués de Falces, cuyo escudo figuraba en la fachada.
- Seguros la Adriática (1926-1928), en el número 39, obra de Luis Sáinz de los Terreros.
- Gran Vía 40 (1926-1927), de José Miguel de la Quadra-Salcedo.
- Gran Vía 42 (1923-1926), de Pedro Mathet.
- Gran Vía 44 (1922-1925), de Teodoro de Anasagasti.
- Palacio de la Prensa (1924), en el número 46, de Pedro Muguruza Otaño. Su sala de cine, de doble anfiteatro, tenía capacidad para 2000 espectadores.

### Tercer tramo

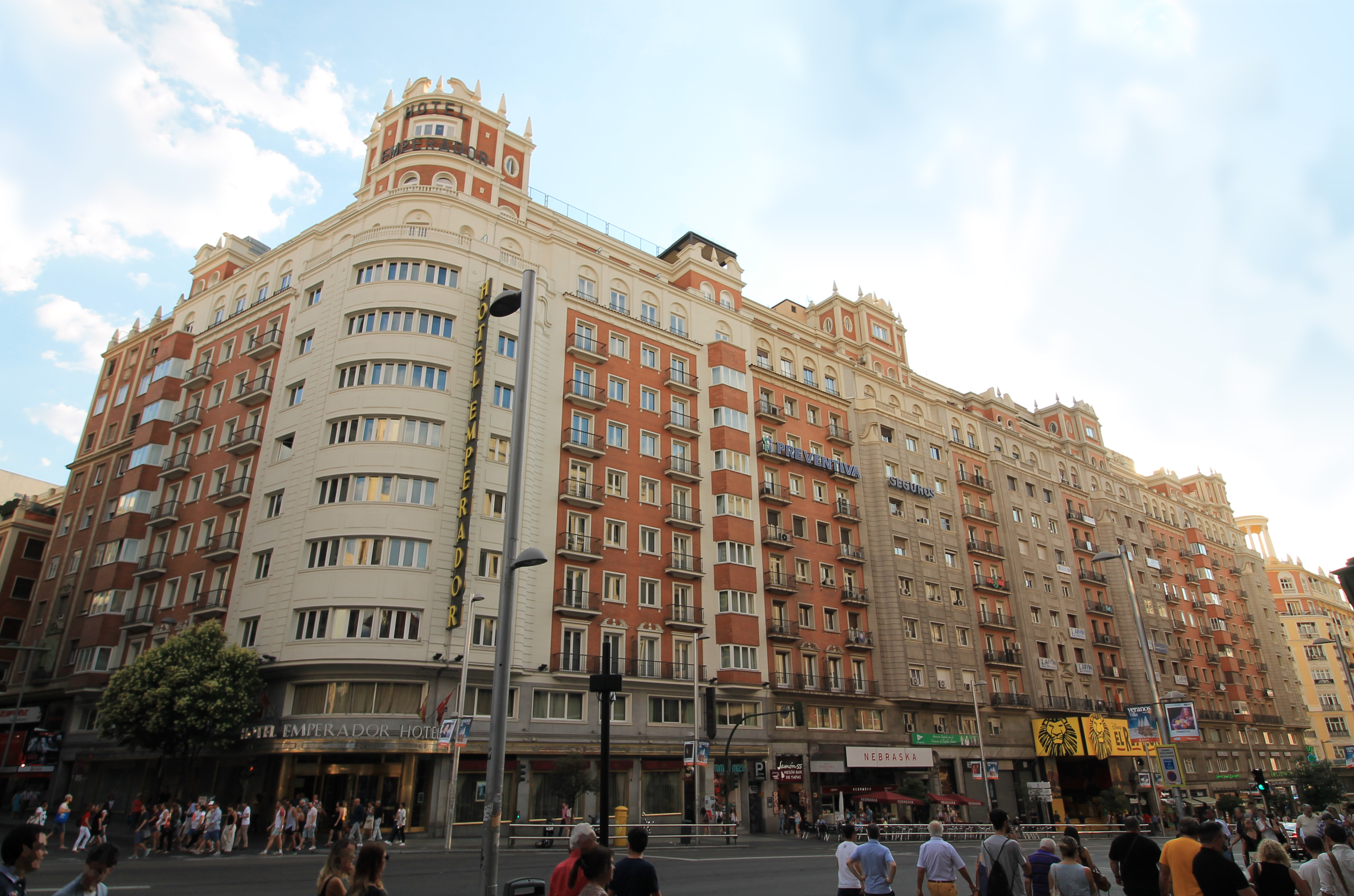
Edificio Lope de Vega (n.º 53 a 59).

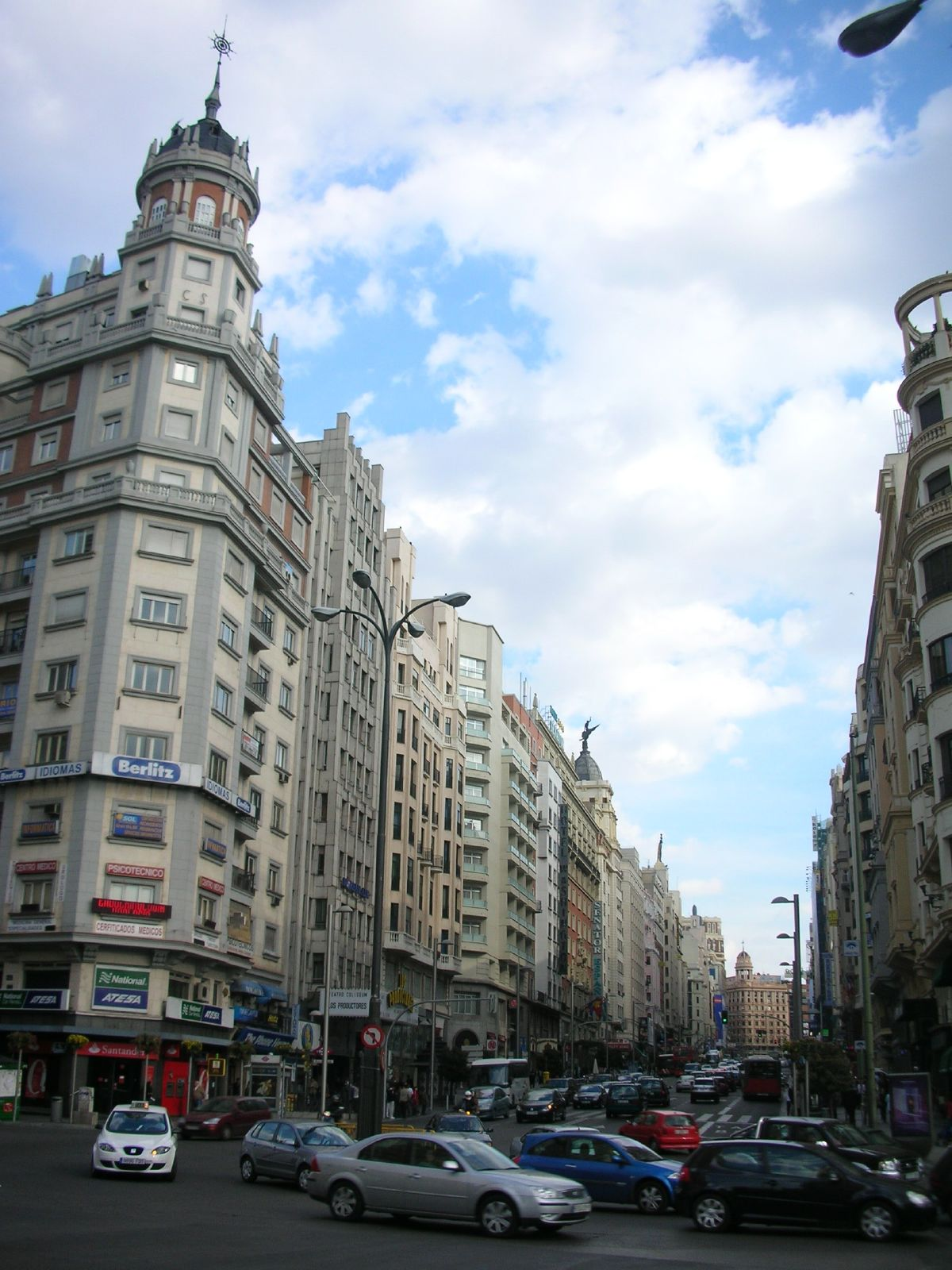
El último tramo de la calle Gran Vía visto desde la plaza de España.

En el tercer tramo se construyeron edificios más modernos, de estilo racionalista, aunque también hay algunos en los que perdura el eclecticismo anterior.
- Edificio Carrión (1931-1933), en el número 41, de Luis Martínez-Feduchi y Vicente Eced y Eced.
- Gran Vía 43 (1947), de Luis Gutiérrez Soto. Alberga el cine Rex.
- Gran Vía 47 (1930), de Eduardo Figueroa.
- Gran Vía 48 (2010-2013), de Rafael de La-Hoz. Primer edificio del siglo XXI en la Gran Vía, con un estilo moderno y rompedor que nada tiene que ver al estilo art-decó de los años 1920 que poseen los demás. Ha sido muy criticado por romper tan drásticamente la estética de la calle.
- Gran Vía 49 (1929-1931), de Eugenio Fernández Quintanilla y José Osuna Fajardo, de estilo racionalista.
- Gran Vía 52, de Luis Díaz de Tolosa.
- Edificio Lope de Vega (1945-1949), que ocupa los números 53, 55, 57 y 59, de Joaquín Otamendi y Julián Otamendi. Albergaba un gran centro comercial subterráneo, el hotel Lope de Vega y un teatro de igual nombre, inaugurado en 1949 con el espectáculo Tonadilla de Concha Piquer y transformado en cine en 1954. Reformado en 2003, el hotel pasó a llamarse Emperador y el centro comercial redujo su extensión.
- Cines Rialto de Madrid (1930), en el número 54, de José Aragón y José María Mendoza Ussía. El cine se inauguró el 17 de octubre de 1930 con Variedades sonoras de la Paramount. Entre 1932 y 1934 se llamó Astoria. El 6 de mayo de 1957 se estrenó aquí El último cuplé. Actualmente se le llama Teatro Rialto y lo más destacado son los musicales, como 40, el musical o Cabaret.
- Gran Vía 56 (1928-1929), de Vicente García Cabrera y Jesús Carrasco Muñoz.
- Gran Vía 58 (1927-1928), de Luis López López.
- Edificio del Banco Hispano de Edificación (1930), en el 60, de Emilio Ortiz de Villajos. Está rematado por una escultura de Victorio Macho que descansa sobre el cuerpo central del edificio.
- Gran Vía 62, de García Lomas y Jesús Martín.
- Gran Vía 64, de Fernando de Escondrillas.
- Cine Gran Vía, en el número 66, de Germán Álvarez Sotomayor. El edificio fue edificado en el solar del antiguo mercado de los Mostenses.
- Gran Vía 70 (1945-1946), de Pan da Torre. Albergó el cine Pompeya.
- Gran Vía 72 (1952), de Enrique Colás Fontán. El último edificio construido en la Gran Vía. Albergó el hotel El Washington.
- Hotel Menfis (1953-1954), en el 74, de Manuel Castaño Cabanyes. Albergó el cine Velussia.
- Edificio Coliseum (1931-1932), en el 78, de Casto Fernández-Shaw y Pedro Muguruza. El edificio, de estilo americano, fue encargado por el compositor Jacinto Guerrero. Su sala de cine fue inaugurada el 10 de diciembre de 1932 con la película Champ, de King Vidor.

Ya en la plaza de España, destacan el Edificio España y la Torre de Madrid, ambos con más de 100 m de altura. Este último, construido en 1957, fue durante muchos años el edificio más alto de la ciudad hasta la construcción de la Torre Picasso.

## Comunicaciones
Metro
Autobuses
Por la Gran Vía discurren las líneas 1, 2, 3, 44, 46, 74, 75, 133, 146, 147, 148, 001, 002, N16, N18, N19, N20 y N21 de la EMT Madrid.

## La Gran Vía en la cultura popular

### En la zarzuela
- El compositor Federico Chueca, con libreto de Felipe Pérez y González, creó la zarzuela titulada La Gran Vía, en la que se plasma el revuelo social suscitado por los planes de su construcción.

### En el cine
- El número 19 aparece en la película muda Viva Madrid, que es mi pueblo (1928). En aquel tiempo se encontraban allí los Almacenes Rodríguez.
- En El último caballo de Edgar Neville (1950) pueden verse escenas de la Gran Vía.
- Manolo, guardia urbano de Rafael J. Salvia (1956).
- Las muchachas de azul (1957)
- Las chicas de la Cruz Roja (1958).
- El día de los enamorados (1959).
- En Armas contra la ley (1961), el comienzo de la calle es el escenario principal, que narra los preparativos y la ejecución de un atraco en la joyería Perera, en el número 1.
- En La cara de terror (1962) la Gran Vía es mostrada como una vía londinense (Oxford Street, por ejemplo).
- En Rueda de sospechosos (1964), un thriller en blanco y negro de Tito Fernández, la Gran Vía aparece al comienzo.
- En El crack (1981) de José Luis Garci mostró abundantemente la Gran Vía madrileña a lo largo de la película, ambientada a comienzos de los años ochenta. Su director aseguró que dedicó tres días de rodaje a la Gran Vía.
- En El crack II (1983) la Gran Vía aparece recurrentemente.
- El día de la bestia, rodada en 1995, muestra el edificio Carrión.
- En Abre los ojos (1997) de Alejandro Amenábar, al comienzo de la película, se puede ver a Eduardo Noriega caminando por una Gran Vía madrileña desierta.
- En 10000 noches en ninguna parte (2013), la madre del protagonista baila en medio de la calle.
- En Orígenes secretos (2020) de David Galán Galindo, al final de la película, se puede ver a Javier Rey contemplando la calle desde un edificio en la plaza del Callao.
- Una escena de Código emperador (2022) se desarrolla delante de Gran Vía, 13 (el Casino Militar).

### En la ilustración
- Miguel Navia es el autor de Gran Vía (Tres Editores, 2011), obra ilustrada sobre la avenida madrileña.[8]

### En la música
- En el tema de Agustín Lara «Madrid», se hace la promesa a la amada de alfombrar de flores la Gran Vía.
- La canción «Cartel de publicidad» (1967), de Los Brincos, interpretada por Rocío Dúrcal se desarrolla en la Gran Vía.
- El cantautor madrileño Antonio Flores publicó en 1988 un disco titulado Gran Vía (Twins), en el cual incluyó una canción también titulada "Gran Vía", en la que describe y analiza de manera personal dicha avenida.
- En la canción «Donde habita el olvido» (1999) del cantautor español Joaquín Sabina, se menciona: "...desde el balcón la vi perderse en el trajín de la Gran Vía...".
- El videoclip de la canción «Solamente tú» (2010) de Pablo Alborán está grabado en el tramo de Gran Vía entre Plaza del Callao y Red de San Luis.
- En la canción «320 días (Hace un año)» (2013) del cantautor gallego Andrés Suárez, de su álbum Moraima, hay una línea en la letra que dice "Y ahora te he visto diciendo lo mismo a un tipo más guapo en Gran Vía, cambiaste tu punto de vista y de acera al verme…"
- En la canción «Profetas de la mañana» (2014) de la banda española de indie Vetusta Morla, se menciona: "... Quemamos Gran Vía buscando huesos y luces verdes que nunca se apagan...".
- En la canción «Dibujas» (2016) del álbum La montaña rusa del cantante español Dani Martín, un párrafo la menciona: "Que se muere de pena la Gran Vía".
- En la canción «Oye Pablo» de la actriz y cantautora mexicana Danna Paola menciona: "la luna fue mi guía al metro de Gran Vía".
- Los artistas españoles Quevedo y Aitana lanzaron la canción «Gran Vía» (2024) de estilo pop, para el segundo disco del canario,  "Buenas Noches".